# Historia de las Islas Baleares

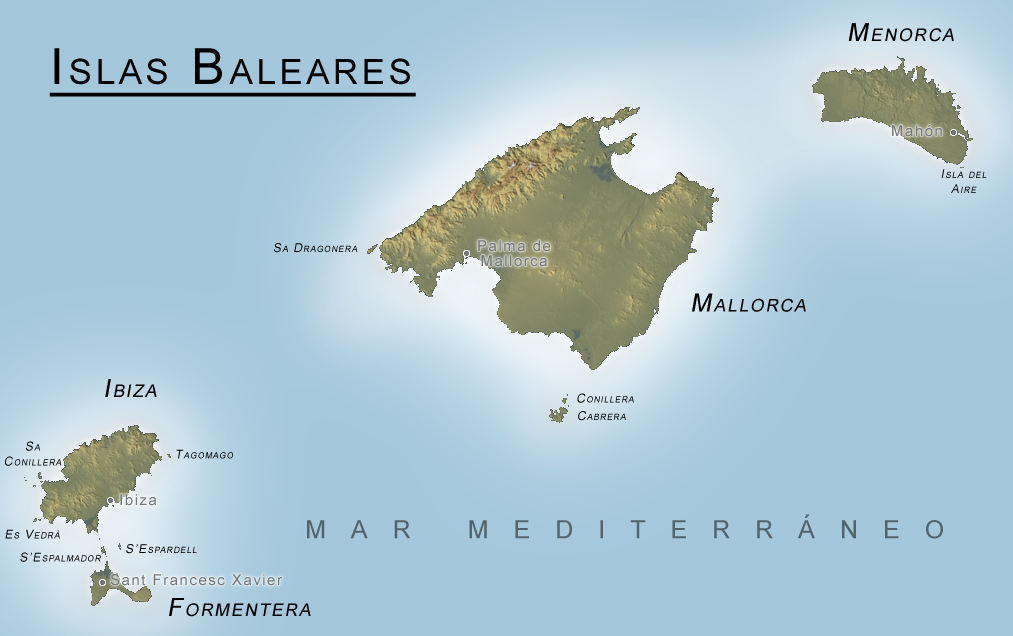
Mapa de las Islas Baleares.

Las Islas Baleares son un archipiélago español del Mediterráneo occidental, situado al este de la Comunidad Valenciana, al sur de Cataluña y el Golfo de León, al oeste de Cerdeña y al norte del Atlas Telliano (Magreb), actualmente constituidas como comunidad autónoma.
A pesar de que durante mucho tiempo se ha creído que "Baleares" provenía de la palabra griega ballein, que significa "lanzar", últimamente se ha cambiado de opinión y parece que se descarta el origen helénico. Lo cierto es que los griegos utilizaron la palabra "Gimnesias" para referirse a las islas de Menorca y Mallorca. En cambio, cartagineses y romanos prefirieron la denominación "Baleares" para Menorca y Mallorca. Todos ellos llamaron a Ibiza y Formentera Pitiusas.
El origen del nombre "Baleares" no es griego, sino púnico, y proviene del plural "ba' lé yaroh". El substantivo "ba' lé" significa "los que ejercitan el oficio de" y actúa como sujeto del verbo "yaroh", que significa "tirar piedras". El significado final sería algo así como "los maestros del lanzamiento". Y estos maestros del lanzamiento eran los honderos de las islas. Así pues, Baleares significa "honderos". Autores clásicos como Plinio el Viejo o Diodoro Sículo han hablado mucho de ellos. Pero es la narración de Licofronte de Calcis, en su poema hermético Alexandra (versos 633-641), cuando habla de los fugitivos de la guerra de Troya que llegan a las Baleares, a las que él llama Gimnesias, donde se da esta descripción:

Y otros, después de navegar como cangrejos en las rocas de Gimnesis rodeados de mar, arrastraron su existencia cubiertos de pieles peludas, sin vestidos, descalzos, armados de tres hondas de doble cordada. Y las madres señalaron a su hijos más pequeños, en ayuno, el arte de tirar; ya que ninguno de ellos probará el pan con la boca si antes, con piedra precisa, no acierta un pedazo puesto sobre un palo como blanco.
Licofronte de Calcis, Alexandra

Esta fama y probablemente un exceso de población dio lugar a que muchos de estos honderos de las islas terminaran nutriendo a los ejércitos cartaginés y, más tarde, romano.

## Los primeros pobladores

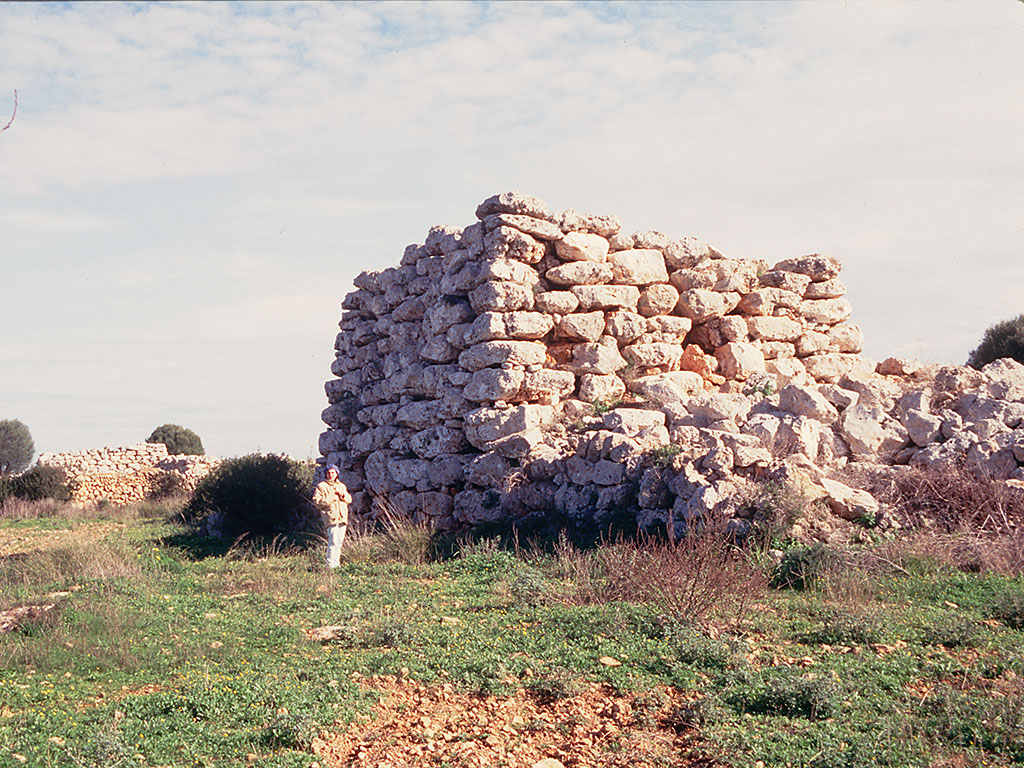
Talayot cuadrado en Mallorca.

Hasta hace poco, los historiadores tenían la hipótesis de que Ibiza fue poblada por pueblos procedentes de la península ibérica, en el quinto milenio antes de Cristo.
Entre el 2500 y el 850 a. C., pequeñas colectividades organizadas alrededor de la agricultura y la ganadería habitaron el archipiélago. Es la época de los sepulcros megalíticos y los rituales religiosos en túmulos mortuorios formados por piedras gigantescas. A finales de este período comienzan a surgir las navetas, unas edificaciones en forma de nave invertida destinadas a fines funerarios, aunque en Mallorca, las llamadas navetiformes servían de habitación. La más famosa de ellas es la Naveta des Tudons, en la isla de Menorca.
Los restos humanos más primitivos encontrados en la isla de Mallorca datan de c. 2350-2150 a. C., coincidiendo con el inicio de la Edad de Bronce en las costas continentales. No existe seguridad actual sobre su procedencia, aunque la cerámica y las formas constructivas de esa época inicial de colonización (fundamentalmente los dólmenes y navetas) coincide con las culturas coetáneas de la cerámica incisa del sur de la actual Francia. Durante los primeros siglos sus habitantes estuvieron prácticamente aislados del continente, no existiendo constancia de contactos de intercambio hasta mucho después, posiblemente por la ausencia de tecnología naval que permitiese el comercio marítimo. Esta fase de aislamiento de los iniciales pobladores pasó por diversas fases que incluyeron nuevas oleadas de colonización, difusión de colectividades en todas las islas y evolucionando progresivamente hacia una nueva cultura, solo presente en Mallorca y Menorca: la cultura talayótica, que persistió hasta la llegada de los romanos a la isla e incluso más allá de esta. 
En 1200 a. C. estaba ya habitada por una numerosa población, con escasos recursos, dedicada a la agricultura y a la ganadería. Este pueblo construía sus viviendas y murallas con grandes piedras sin cimentación, siendo su construcción más característica los talayots todavía existentes, de carácter megalítico. La ubicación costera de algunos de sus poblados, incluso sobre pequeños islotes, y la presencia de objetos de bronce de imposible elaboración en la isla por la ausencia de estaño, demuestra que en el primer milenio a. C. existía un comercio activo con navegantes de otras zonas del Mediterráneo. Los restos arqueológicos encontrados muestran que seguían el rito de la inhumación, colocando junto a los cadáveres modestos ajuares de cerámica, huesos y algunos utensilios de metal. Parece no existir constancia de jerarquización social, ni de elementos militares en esa cultura, al no haberse encontrado ni estructuras defensivas, ni armas defensivas u ofensivas hasta casi el final de este período. Las armas encontradas son fundamentalmente punzones y dagas, hechas en cobre y algunos cortantes de sílex residuales, todos ellos de dimensiones útiles para la agricultura, caza y uso doméstico. La espada de bronce solo aparece al final de este período y debió ser lógicamente importada del continente.

## La cultura naviforme (c. 1500-850 a.C.)
Se denomina así a una cultura que se desarrolló en las Islas Baleares durante buena parte de la Edad del Bronce. Su nombre procede de las típicas viviendas utilizadas.
Por sus características, el naviforme es una construcción de piedras dispuestas en seco, usando la técnica constructiva ciclópea. Un zócalo de piedras planas semienterradas sirve de base a una primera hilada de piedras muy grandes, y sobre éstas continúa la acumulación hacia arriba de más piedras, ya bastante más pequeñas. Si hacemos un corte transversal a sus muros, veríamos que constan de tres partes: el muro exterior, que tiene las piedras más grandes, el muro interior (correspondiente al interior de la cabaña) y, entre ambos, un relleno de tierra y piedras más menudas. Los dos muros del aparejo están inclinados de modo que el grueso del muro sea menor cuanto más arriba, y se apoyan sobre el relleno intermedio.
Los naviformes tienen planta de herradura, aunque muy alargada, lo que les da su característica forma de nave, y su única entrada está en su extremo plano. Las dimensiones típicas serían de unos ocho metros de ancho, por entre quince y veinte de largo, aunque el gran grosor de sus muros (entre dos y tres metros) hace que el espacio útil de su cámara interior sea bastante menor. No se ha conservado el techo de casi ninguna de ellas, pero se supone que lo más normal sería un techo (no se sabe si plano o a dos aguas), hecho con ramas gruesas a modo de vigas, y recubierto de ramaje, hojarasca y arcilla (tal y como se ha podido documentar gracias a las excavaciones arqueológicas desarrolladas en el yacimiento de Els Closos de Ca'n Gaià). El único caso de techo conservado, el del navetiforme de Son Mercer d'abaix, está hecho con lajas de piedra, pero no se cree que fuera la solución más utilizada.
Recientemente, se han interpretado estas viviendas como uno de los elementos centrales en la vida de los grupos sociales de estas comunidades. Estamos ante edificios monumentales, construidos de manera comunal, en técnica ciclópea de piedra en seco, que acogen, no sólo aquellos aspectos de la vida doméstica y reproductiva, sino que también ejercen de locus donde se desarrollan aquellos aspectos más políticos y de toma de decisiones. Además, se ha argumentado que el ciclo de vida de estas unidades arquitectónicas está estrechamente ligado a la vida de los grupos que las habitaron. La larga ocupación de estas estructuras durante cientos de años se puede entender si consideramos que los grupos que vivieron en ellas estaban definidos por su naturaleza comunal y la voluntad de enfatizar el grupo y de trascender a individuos concretos.

## La cultura talayótica

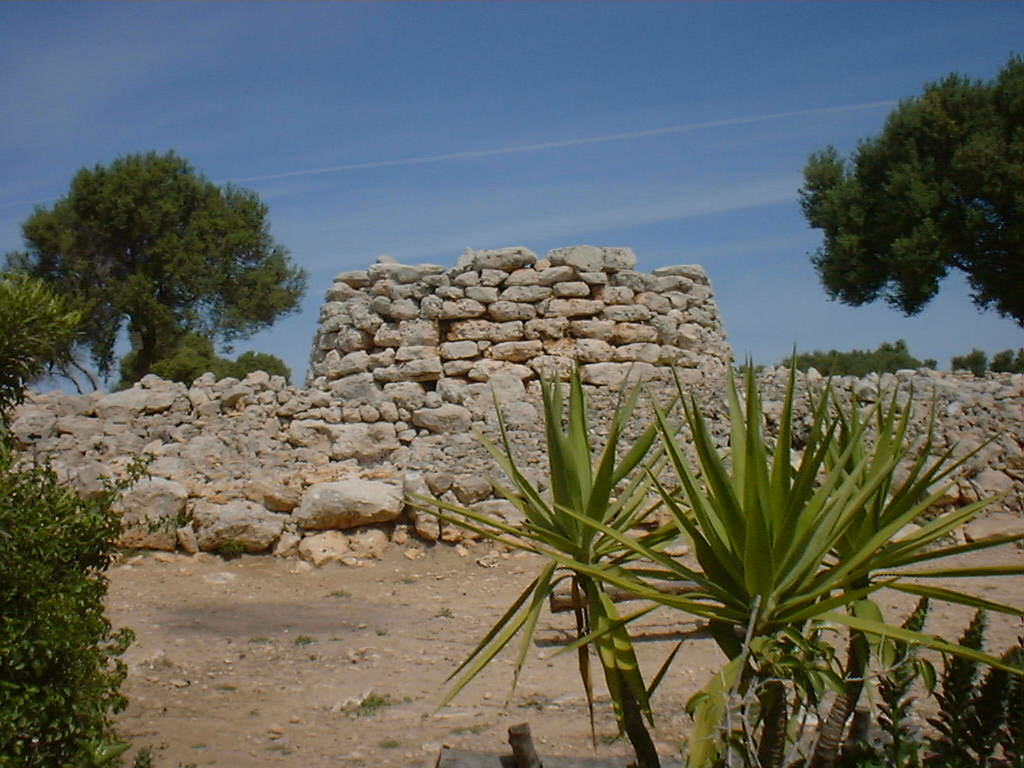
Talayot en Mallorca.

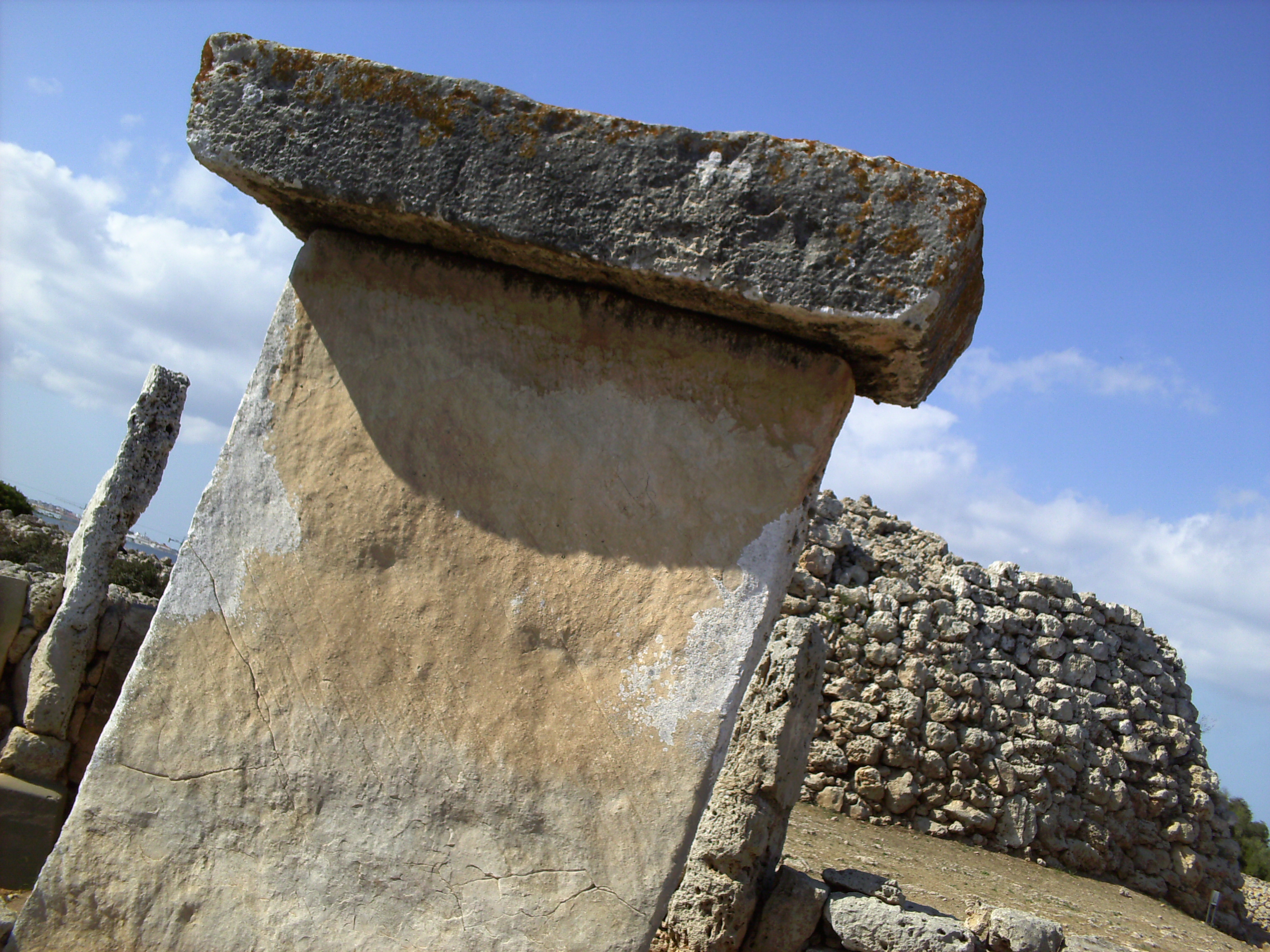
Talayot detrás de una taula, en Menorca.

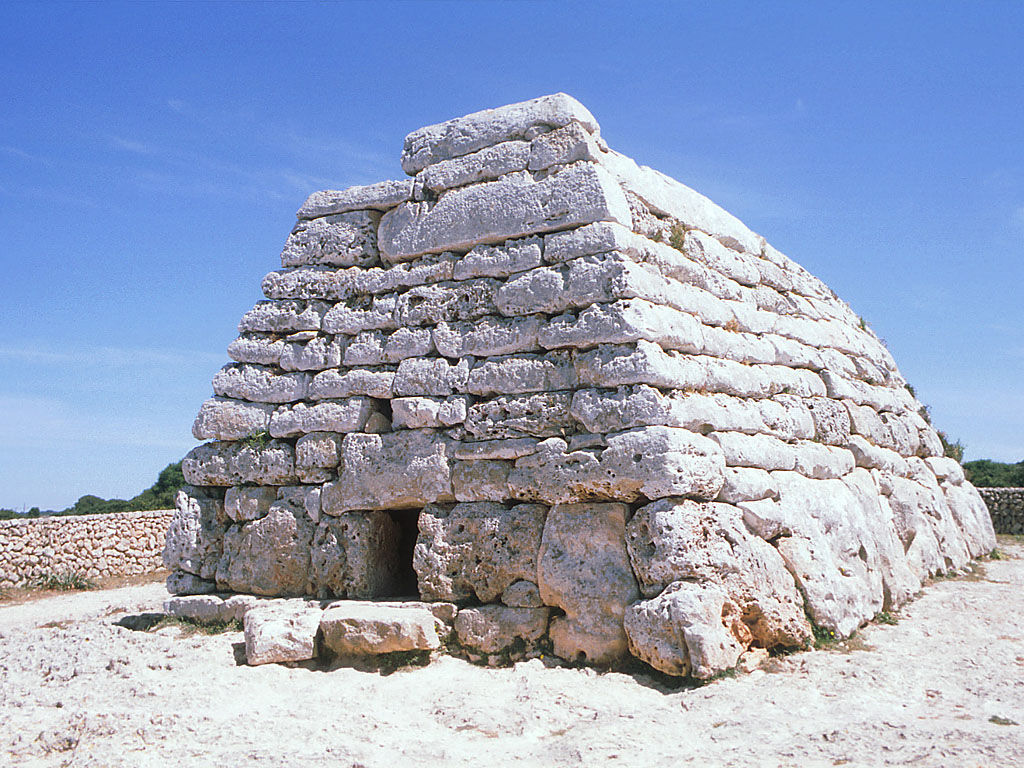
Naveta des Tudons

La cultura talayótica fue una cultura que se desarrolló durante la Edad del Bronce y la Edad del Hierro en las Islas Baleares, entendiendo entonces por Baleares sólo las llamadas por los griegos Islas Gimnesias, es decir, Mallorca y Menorca. En las Pitiusas no se han encontrado manifestaciones talayóticas.
Hacia el año 900 a. C., las Islas Baleares vivieron la invasión de los pueblos talayóticos (de talayot, atalaya grande), cultura guerrera que perduraría hasta la conquista romana. Es la época de la civilización megalítica, en la que los talayots, las mesas menorquinas y las navetas proliferan en torno a una sociedad guerrera, la de los baleáricos, según la denominación empleada por diversos autores de la antigüedad. Los historiadores clásicos llamaron a Mallorca y Menorca "islas Gimnesias", o de los hombres desnudos.
Un talayot es una estructura prehistórica, de forma generalmente troncocónica, construida con piedras de grandes dimensiones colocadas en seco, de 3 a 10 metros de altura. Se trata de construcciones exclusivas de las islas de Mallorca y Menorca. Estos edificios han dado nombre a la cultura talayótica. Son un elemento siempre presente en los asentamientos humanos del Bronce final y de la Edad del Hierro de las Islas Baleares. No los encontramos, en cambio, en las islas Pitiusas (Ibiza y Formentera) donde la cultura talayótica no se desarrolló.
Bajo el nombre de talayot se engloban construcciones que, a pesar de tener ciertos rasgos comunes, son tipológicamente diversas. En Mallorca hay talayots de planta circular (los más comunes) y de planta cuadrada. Tanto unos como otros presentan generalmente un espacio interior de planta circular, bastante amplio, con una columna central que sirve para sustentar la cubierta, construida a base de grandes losas de piedra dispuestas de forma radial. Un buen ejemplo de los talayots mallorquines lo encontramos en el poblado de Son Fornés. Los talayots menorquines presentan una mayor diversidad tipológica, aunque los talayots de planta cuadrada son casi desconocidos. No disponen, en general, de unos espacios interiores tan amplios: algunos de ellos presentan corredores que los atraviesan de lado a lado, o bien pasillos que llevan hasta cuartos de dimensiones más o menos reducidas. En la mayor parte de los casos, sin embargo, parece que el espacio útil (al contrario de lo que sucede en Mallorca) se encontraba en la parte de arriba del edificio. En Menorca encontramos, por otra parte, algunos talayots más grandes que los de Mallorca, como por ejemplo el talayot oeste de Cornia Nou, el de Trepucó o el de Torelló (Menorca).
No hay todavía un acuerdo, entre los investigadores, sobre la fecha de inicio de la construcción de los primeros talayots. Existen, a principios del siglo XXI, tres propuestas principales:
La primera de estas corrientes, desarrollada por Luis Plantalamor a partir de las investigaciones llevadas a cabo por el equipo del Museo de Menorca (y centrado en el ámbito de esta isla) sigue en parte el esquema elaborado por Guillem Rosselló-Bordoy para la prehistoria de Mallorca. Es la corriente menos aceptada actualmente. Los orígenes de la cultura talayótica, según este modelo, habría que buscarlos en la aportación de ideas y modelos externos, ya sea por la llegada de nuevos contingentes humanos en la isla o bien por contactos de otro tipo de monumento. Este investigador propone influencias procedentes de Cerdeña donde hay unos edificios, los nuraghi, que presentan algunos rasgos en común con los talayots. Los primeros talayots se construirían hacia 1500. Este tipo de construcciones iría evolucionando a lo largo de los tiempos, cambiando de forma y, seguramente, de función, pero continuarían construyéndose a lo largo de la edad el Hierro. La cultura talayótica no desaparecería del todo hasta la conquista romana y el posterior proceso de aculturación.
El segundo esquema cronológico ha sido desarrollado por un grupo de investigadores de la Universidad Autónoma de Barcelona. Estos autores consideran que las primeras manifestaciones talayóticas se producen hacia el 1000/900 a. C., es decir, de forma contemporánea a los últimos navetiformes. La cultura talayótica se habría consolidado en las islas hacia el 850 a. C., ya a partir del 550 a. C. los talayots comienzan ya a abandonarse, iniciándose así la fase llamada Postalayótica. En estos momentos se intensificaría la actividad agrícola, lo que permitiría la producción de excedentes, a través de los cuales las islas se integrarían en los circuitos comerciales del Mediterráneo.
La última de estas propuestas explicativas es fruto de las investigaciones de Víctor M. Guerrero, Manuel Calvo y Bartolomé Salvá, de la Universidad de las Islas Baleares. Para estos autores la cultura talayótica es, básicamente, una sociedad de la Edad del Hierro, de modo que el momento de su génesis no se puede situar más allá de 950 a. C. Así, la cultura talayótica sería el resultado de la evolución interna de las sociedades naviformes del bronce final, potenciada por la influencia del comercio púnico en el Mediterráneo occidental.
En el caso de los talayots mallorquines, con sus grandes espacios internos, se ha propuesto que podría tratarse de espacios comunitarios, donde se redistribuirían los alimentos entre todos los miembros de la comunidad. Los talayots menorquines presentan una estructura bastante diferente, de forma que se hace difícil interpretarlos de la misma manera. Algunos de los talayots de esta isla se pueden interpretar como estructuras defensivas, pero hay otros que, por su situación y su estructura, parecen edificios monumentales con una gran carga simbólica, destinados tal vez a representar el poder de ciertos individuos o grupos sociales. Es el caso, por ejemplo, del gran talayot oeste de Cornia Nou, que presenta una ancha escalera descubierta, en el lado sur.
En Mallorca existe una ruta de los talayots con 6 itinerarios, creada por el Consejo de Mallorca y promovida por la consejería de turismo en la guía La otra Mallorca. Algunos de los talayots más espectaculares de Mallorca, excavados y abiertos al público, los encontramos en los yacimientos de Son Fornés, Hospitalet Vell o el poblado talayótico de Capocorb Vell.
La Red Monumental de Menorca, promovida por el Consejo Insular de Menorca, incluye también numerosos poblados talayóticos con talayots bien conservados, como los de Trepucó, Torre d'en Galmés o Montefí. Otros yacimientos como Cornia Nou, no formando parte de la Red Monumental, también se encuentran abiertos al público.

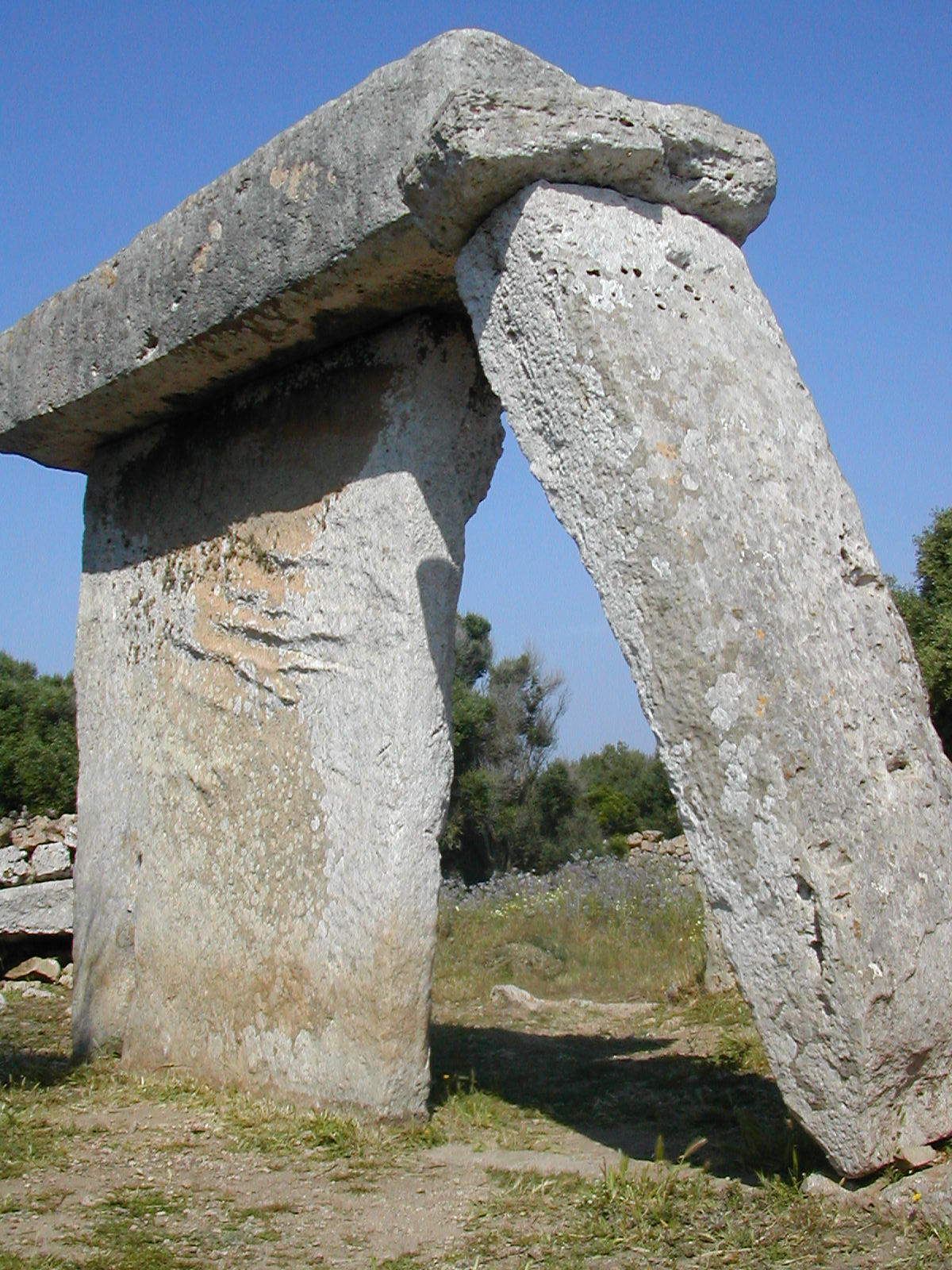
Taula de Talatí de Dalt, poblado talayótico de Menorca

### Antecedentes
Hay pruebas de que el primer poblamiento humano en las Islas Baleares (Mallorca y Menorca) data del III milenio antes de nuestra era. Estos colonos podrían provenir del sur de Francia o de las costas orientales de la península ibérica. A pesar de todo, el origen de los primeros pobladores de las Islas Baleares no es, ni mucho menos, un tema cerrado.
Entre 2200 y 1900 a. C. llegan influencias de la cultura del vaso campaniforme (sólo en Mallorca, no en Menorca), que en esta época se difundía por Europa, el norte de África y el Mediterráneo.
A partir de mediados del II milenio se observan cambios en estas comunidades: innovaciones en las técnicas de fabricación de cerámica, mejoras en la metalurgia del bronce (con un aumento de la producción de armas y herramientas), etc.
La etapa comprendida entre el establecimiento de las primeras comunidades humanas y la aparición de la cultura talayótica se suele llamar periodo pretalayótico.

### Propuestas interpretativas y cronológicas
Hay que tener en cuenta que el complejo cultural conocido como Talaiótico comprende un arco temporal muy amplio, y han sido muchos los intentos de sistematizar sus etapas y su cronología. A pesar de todo, podemos afirmar que hay, actualmente, tres líneas teóricas principales que intentan explicar la génesis y evolución de la cultura talayótica.
La primera de estas corrientes, desarrollada por Luis Plantalamor a partir de las investigaciones llevadas a cabo por el equipo del Museo de Menorca (y centrado en el ámbito de esta isla) sigue en parte el esquema elaborado por Guillem Rosselló-Bordoy para la prehistoria de Mallorca. Los orígenes de la cultura talayótica, según este modelo, habría que buscarlos en la aportación de ideas y modelos externos, ya sea por la llegada de nuevos contingentes humanos en la isla o bien por contactos de otro tipo. Este investigador propone influencias procedentes de Cerdeña donde hay unos edificios, los nuraghi, que presentan algunos rasgos en común con los talayots. Los primeros talayots se construirían hacia 1500 a. C. Este tipo de construcciones iría evolucionando a lo largo de los tiempos, cambiando de forma y, seguramente, de función, pero continuarían construyéndose a lo largo de la edad de Hierro. La cultura talayótica no desaparecería del todo hasta la conquista romana y el posterior proceso de aculturación.
Plantalamor divide la cultura talayótica en cuatro grandes períodos culturales, basados principalmente en la división tipológica de los monumentos observados.
- El Talayótico I comenzaría hacia el 1500 a. C. y llegaría hasta el 1000 a. C. Se caracteriza por los grandes talayots de estructura irregular, los monumentos de sección escalonada, los primeros santuarios de taula y las primeras casas de planta circular. Los enterramientos se llevarían a cabo en navetas de planta alargada, hipogeos de planta sencilla y cuevas naturales con muro ciclópeo de cierre.

- El Talayótico II iría del 1000 a. C. hasta el 700 a. C. Durante esta etapa se abandonarían algunos de los hábitats anteriores, y se produciría una concentración de la población en poblados rodeados de murallas. Los enterramientos se realizarían en hipogeos de planta sencilla.

- El Talayótico III abarcaría desde el 700 a. C. hasta el 350 a. C., y se caracteriza por la ampliación de las estructuras defensivas de los grandes poblados fortificados y la aparición de grandes casas circulares con patio central.

- El Talayótico IV sería la última etapa, e iría desde el 350 a. C. hasta la conquista romana, en el año 123 a. C. Durante esta etapa se produce una continuidad respecto al periodo anterior, pero con una influencia colonial cada vez más acentuada.

El segundo esquema cronológico ha sido desarrollado por un grupo de investigadores de la Universidad Autónoma de Barcelona. Estos autores consideran que las primeras manifestaciones talayóticas se producen hacia el 1000 a. C., es decir, de forma contemporánea a los últimos naviformes pretalayóticos. La cultura talayótica se habría consolidado en las islas hacia el 850 a. C., y a partir del 550 a. C. los talayots comienzan ya a abandonarse, iniciándose así la fase llamada Postalayótico. En estos momentos se intensificaría la actividad agrícola, lo que permitiría la producción de excedentes, a través de los cuales las islas se integrarían en los circuitos comerciales del Mediterráneo.
La última de estas propuestas explicativas es fruto de las investigaciones de Víctor M. Guerrero, Manuel Calvo y Bartolomé Salvá, de la Universidad de las Islas Baleares. Para estos autores la cultura talayótica es, básicamente, una sociedad de la Edad del Hierro, de modo que el momento de su génesis no se puede situar más allá de los siglos VIII o IX a. C. Así, la cultura talayótica sería el resultado de la evolución interna de las sociedades pretalayóticas del bronce final, potenciada por la influencia del comercio púnico en el Mediterráneo occidental.

### La sociedad talayótica
En lo que coinciden la mayoría de los autores es en la interpretación del mundo talayótico como una sociedad con una fuerte estratificación social y con un acceso diferenciado a los recursos.
De acuerdo con las pruebas arqueológicas, las bases económicas de la sociedad talayótica eran el cultivo de cereales y la ganadería de caprinos (cabras y ovejas) combinada, en menor medida, con la cría de cerdos y vacas.
Algunos autores proponen que la concentración de la población en núcleos urbanos más protegidos y la construcción de los primeros talayots se hizo necesaria por las piraterías de los Pueblos del mar, que se mueven por el Mediterráneo hacia el siglo XIII antes de nuestra era, pero hay que tener en cuenta que no hay pruebas directas de la influencia de estos pueblos al Mediterráneo Occidental. Las fortificaciones podrían estar hablando también de enfrentamientos entre los poblados de las islas, cada uno de los cuales (al menos los más grandes) constituía quizás una entidad independiente. Esta historia de enfrentamientos habría creado el pueblo belicoso, muy hábil con la honda del que nos hablan las fuentes escritas griegas y romanas. Durante los últimos siglos del I milenio antes de nuestra era, tanto los púnicos como los romanos utilizaron los habitantes de las Islas Baleares como mercenarios en diferentes conflictos: guerras púnicas, etc.
Se sabe, a través de las fuentes escritas romanas, que los nativos de las islas utilizaban un ungüento hecho con aceite de lentisco (en esa época no se había generalizado aún el aceite de oliva) y manteca de cerdo, con lo que se untaban el cuerpo. Estos autores explican también que los isleños estaban desnudos, durante el verano, mientras que en invierno se cubrían con pieles. Los baleáricos disponían de mulas que exportaban, quizás, a otras regiones, porque también aparecen citadas en las fuentes como una de las peculiaridades de las islas.

### La arquitectura talayótica
La población vivía en aldeas con casas de piedra, construidas con piedras relativamente grandes, con cámaras rectangulares intercomunicadas en algunas ocasiones. En Menorca, a partir de la llegada de la influencia púnica, parece generalizarse un tipo de casa muy característica: de planta oval o redondeada, con un patio central que da acceso a los diferentes ámbitos, dispuestos de forma radial. Se han excavado ejemplos de estas viviendas en poblados como Torre d'en Galmés. Este tipo de vivienda, en cambio, no lo encontramos en Mallorca.
Algunos de los poblados estaban amurallados con bloques de piedras a modo de pared sin ninguna unión de barro o de otro material. En estas murallas se construyeron torres con talaiots (‘talayots’). De estas torres existen de diversas formas: rectangulares, circulares, cuadradas y ovaladas, y son de alturas diversas, pero todas tienen un aspecto similar, se cree que su función era la vigilancia, en tanto que se ubicaban a las murallas, pero los casos en que se situaban en el centro de la aldea parecen tener una función más defensiva (como una ciudadela). Las piedras utilizadas tanto por las murallas como para las torres eran de un considerable tamaño y su instalación debió exigir grandes esfuerzos. Aunque, probablemente, su finalidad inicial era militar, es necesario tener en cuenta la posible dimensión simbólica (como espacio de representación del poder) de estos elementos.
En Menorca se han contado 267 talayots (hay que tener en cuenta que cada aldea tiene, al menos, un talayot), 25 taulas, 64 navetas y 691 hallazgos diversos, casi todos en la mitad sur.
Otra construcción típica del talayótico son las llamadas navetas de enterramiento. Se trata de una especie de naves de piedra, de forma trapezoidal y casi rectangular, como una nave invertida. Disponían de una pequeña abertura, y estaban destinadas exclusivamente al enterramiento colectivo. Aparecen sólo en Menorca. En Mallorca se han encontrado navetas para enterramientos individuales, más tardías y bastante diferentes. Los cadáveres se colocaban en forma similar a la fetal. El entierro en estos monumentos no excluía el que continuaron practicándose enterramientos en cuevas, pero el sistema se hacía más complejo: las cuevas, excavadas artificialmente, son cada vez más grandes y por lo tanto ya convenía colocar allí vigas y puntales.
Las diferencias de sistema de enterramiento no parecen responder ni a diferencias étnicas ni cronológicas, las posibles diferencias políticas, religiosas o sociales no son perceptibles. Se sabe que existían algunos santuarios donde se sacrificaban animales, y se percibe un incipiente culto al buey que, según ciertos autores, podría indicar una influencia cretense, pues se ha encontrado también alguna construcción de columna con capitel típica del arte minoico de Creta.
Finalmente, el otro monumento característico es el recinto de taula (‘mesa’ en catalán), exclusivo de Menorca, consistente en un edificio de planta en forma de herradura. En el centro de esta estructura se yergue una enorme columna monolítica sobre la que reposa un capitel descomunal, con un aspecto similar a una mesa. Tenían carácter religioso, pero se desconoce su función exacta. Una de las primeras hipótesis apuntaba la posibilidad de que sirvieran para realizar sacrificios, pero esta teoría ha quedado descartada por falta de evidencias que la apoyen.

### La cerámica talayótica
La cerámica talayótica es siempre hecha a mano, dado que no se conocía el torno. El sistema de cocción también era bastante primitivo, aunque en las etapas finales se encuentran pruebas de la utilización de hornos cerrados. En consecuencia, la cerámica propia de esta cultura presenta un aspecto muy característico: manchas de colores diferentes (marrón y gris) producto de la cocción irregular y desengrasante calcáreo, de color blanco, muy visible. Las vasijas cerámicas, muy abundantes, muestran una gran diversidad tipológica: vasos troncocónicos, ollas globulares, ollas carenadas, grandes contenedores pitoides, etc. Se observan algunas diferencias, a nivel tipológico, entre la cerámica de Mallorca y la de Menorca.

### Otras producciones (industria ósea, lítica y metalúrgica)
Son frecuentes, el registro arqueológico de época talayótica, otros tipos de objetos: punzones y espátulas de hueso, molinos de vaivén de piedra arenisca (Molons), elementos de bronce y, a partir de mediados del primer milenio a. C., de hierro (herramientas, armas, adornos personales).

## La llegada de las civilizaciones antiguas
Los griegos, fenicios, cartagineses y romanos serán las invasiones de las grandes civilizaciones mediterráneas, serán tempranas y notables y causantes del primer poblamiento estable en las islas. Esta diferencia radica en la diferente historia paleogeografíca que ha condicionado ecosistemas diferentes, muy pobres para los humanos en el caso de las islas y con más recursos aprovechables en el caso de gimnésica.
El nombre de las Islas Baleares proviene del  griego Βαλλιαρεῖς, nombre con el que eran conocidas desde la Antigüedad clásica. Los autores griegos y romanos derivaban el nombre del pueblo de su habilidad como lanzadores (baleareis, βαλεαρεῖς, de bailo, βάλλω), aunque Estrabón consideraba que el origen del nombre era fenicio. De hecho, la raíz bal- tiene un origen fenicio, quizá las islas fueron consagradas al dios Baal, la similitud con la raíz griega ΒΑΛ (en βάλλω), y el empleo de las personas, podrían ser el fundamento de la asimilación de esta designación al griego. Que su origen no sea griego, se ha inferido de que el nombre griego más común para las islas no es βαλεαρεῖς.
Los fenicios se establecen en la isla de Ibiza en el siglo VIII a. C., y el 654 a. C. fundan la ciudad de Ibiza pasando a convertirse, gracias a su privilegiada y estratégica ubicación, en el centro del comercio mediterráneo occidental. Al final de la segunda guerra púnica, la isla avitualla al general cartaginés Mago antes de poner rumbo a Menorca, donde se establece temporalmente y tradicionalmente se ha dicho que funda Mahón (hoy esto se pone en duda). 

### Honderos

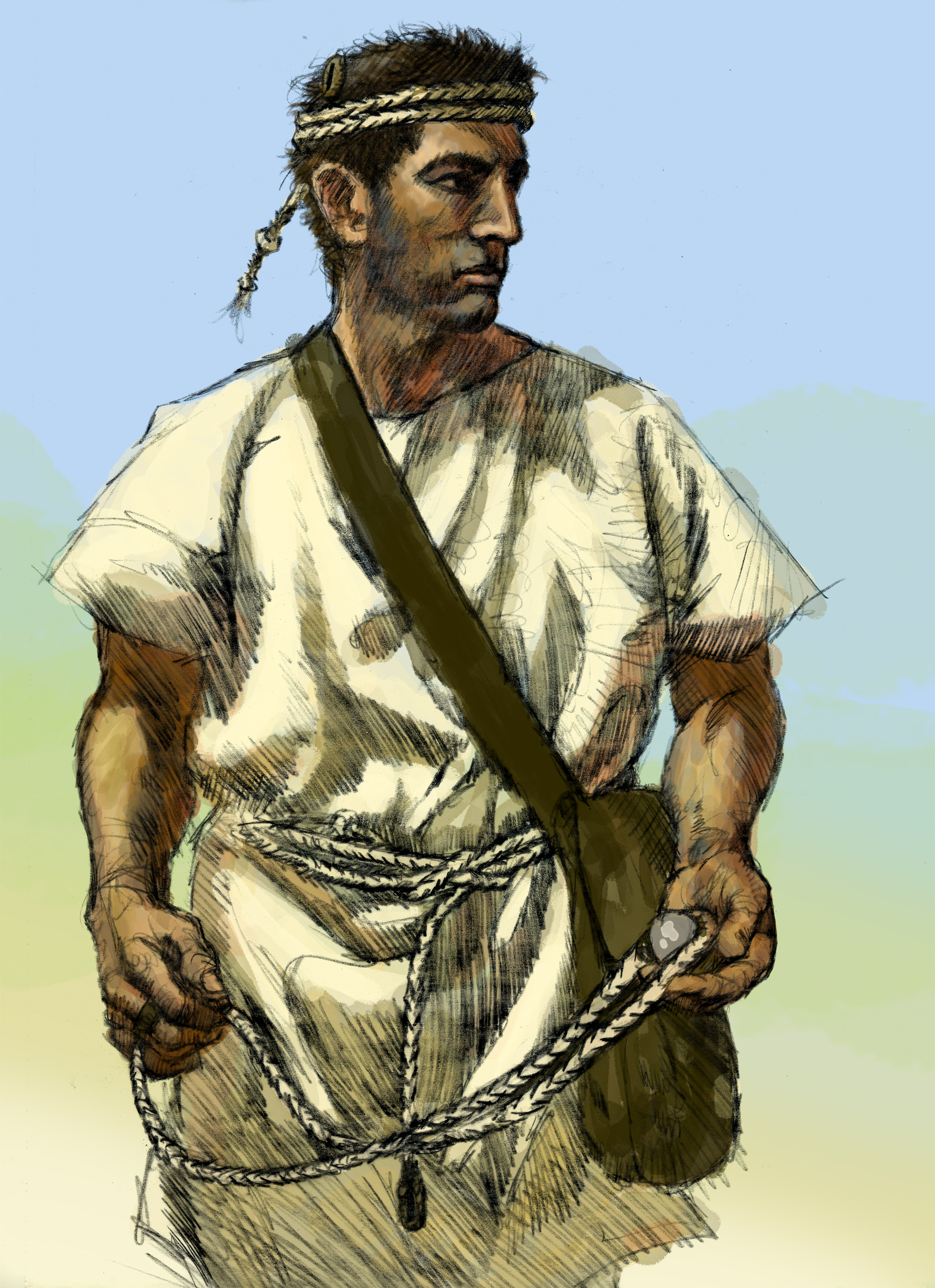
El Hondero balear.

La espectacular pericia y valor en combate de estos guerreros isleños, los convirtió en famosos soldados a lo largo del Mediterráneo. Participaron en la primera guerra púnica como mercenarios a favor de los fenicios, con decisiva actuación en la guerra de Sicilia contra los griegos. Al finalizar el contencioso greco-púnico en Sicilia —las llamadas guerras sicilianas— comenzó la rivalidad entre Cartago y Roma. Las relaciones entre ambos imperios fueron cordiales hasta que Roma se convirtió en una potencia naval y comercial que extendió su influencia más allá de la península itálica, por lo que las disputas políticas y económicas entre ambos pueblos surgieron desembocando en la primera guerra púnica. Los honderos de Baleares combatieron como mercenarios en dos de las primeras de las tres diferentes guerras púnicas que tuvieron lugar (abarcando el período comprendido entre el 264 a. C. y el 146 a. C.), junto a Amílcar Barca, bajo las órdenes de su yerno Asdrúbal y posteriormente en la hazaña de su hijo Aníbal en la batalla de Cannas (en agosto del 216 a. C.).
Los honderos menorquines se unen a los ejércitos cartagineses. La necrópolis púnica de Ibiza, formada por unas cinco mil tumbas, data de esta época y es, hoy en día una de las mejor conservadas del mundo, además de formar parte del Patrimonio de la Humanidad desde 1999.
En un momento incierto de difícil datación que algunos sitúan entre el final de la segunda guerra púnica y el final de la tercera guerra púnica Ibiza pactará un tratado de federación (pacto foedus) que respetaba su derecho a mantener su religión, su lengua y tradiciones, además del derecho a acuñar moneda propia.

### Romanos
Quinto Cecilio Metelo (que recibiría más tarde el sobrenombre de Balearicus), conquistó a la isla para la república romana en el año 123 a. C. Argumentando supuestas incursiones piratas con base en las islas, y con la verdadera finalidad de establecer una cuña al comercio fenicio, Roma decidió apoderarse del archipiélago. Cuenta la leyenda que el general romano tuvo que proteger sus embarcaciones con pieles de animales, porque los habitantes, expertos en el manejo de las hondas, les impedían desembarcar. Las legiones romanas tardaron dos años en someter todas las islas. Tras la conquista, los honderos de Mallorca pasaron a formar parte de las tropas auxiliares romanas, combatiendo de manera destacada junto a Julio César en la conquista de la Galia (las corazas defensivas no resultaban muy efectivas contra los proyectiles de los honderos).
Terminada las guerras púnicas, los romanos intentan someter Mallorca en varias ocasiones, pero fracasan hasta el 123 a. C., cuando las huéstes de  Quinto Cecilio Metelo, cónsul de Roma, llamado por eso «el Baleárico», conquista la isla y funda con tres mil colonos las ciudades de Palma y Pollentia (en Alcudia). Casi doce años después de la conquista ya se habían integrado en la campaña africana de los ejércitos romanos. En el siglo IV, el emperador Teodosio unió las Pitiusas con Mallorca y Menorca para formar la provincia romana de Baleares.

### Vándalos
En el año 425, con la caída de Roma, Mallorca sufrió la invasión y el saqueo de los vándalos, pueblo germánico comandado por Genserico, que se asentó en la isla hasta el año 534, cuando el general bizantino Flavio Belisario del emperador Justiniano ordenó conquistar el archipiélago balear.

## Los judíos mallorquines
La comunidad judía de Mallorca se remonta a los tiempos romanos. La historiografía mallorquina tradicional ha dado por hecho, sin poder documentarlo, que la llegada de judíos en la isla se produjo con la diáspora posterior a la destrucción del segundo  Templo de Jerusalén, en el siglo I, y si bien hay indicios de esa presencia, los primeros vestigios seguros se remontan al siglo V: la epístola del Obispo Severo de Menorca, en el año 418, en la que se habla de los vínculos de la comunidad judía menorquina con Mallorca, la existencia de un obispo mallorquín con el nombre hebreo de Elías en 484, y los hallazgos arqueológicos de los plomos funerarios de Ses Fontanelles de Son Torrella (Santa María), con inscripciones hebraicas, y de una lámpara con la representación de una menorá, en Palma, constituyen el inventario material que acredita su presencia en aquellos momentos. Aun así, del análisis de la descripción que hace Severo de la comunidad judía de Menorca, muy numerosa, ocupando altas dignidades municipales, capaz de oponerse enérgicamente a la iglesia cristiana... se deduce que sólo puede corresponder a una comunidad sólidamente asentada desde tiempos atrás, como ocurriría en Mallorca.
En 1391 una revuelta campesina, dirigida inicialmente contra el poder político y los excesos fiscales, pero seguramente influida por los asaltos generalizados en las juderías castellanas y aragonesas del mismo año, acabó con el asalto a las juderías de Ciudad de Mallorca y de Inca. Muchos judíos fueron asesinados y expoliados, y finalmente una buena parte se exilió o se convirtió. Tras un breve periodo de decadencia en 1435, el resto de la comunidad judía mallorquina fue obligada a convertirse al cristianismo, finalizando en esta fecha la existencia oficial de los judíos en la isla. Pero, como en muchos otros lugares, buena parte de los judíos mallorquines practican el criptojudaísmo, es decir, continuaron practicando su religión bajo apariencia cristiana, y lo articularon bajo la organización de la Cofradía de San Miguel o los Conversos, posteriormente de Nuestra Señora de Gracia, como instrumento de cohesión interna, ayuda mutua y resolución de conflictos. De esta comunidad, en el siglo XVII se derivará la cuestión chueta, con las condenas bajo acusación de criptojudaísmo y el consiguiente proceso de estigmatización que sufrieron esta minoría desde entonces y hasta la actualidad.

### Los chuetas mallorquines
Los chuetas, también llamados chuetones, son un grupo social de la isla de Mallorca, descendientes de una parte de los judíos mallorquines conversos al cristianismo y de los que a lo largo de la historia se ha conservado conciencia colectiva de su origen a causa de ser portadores de alguno de los apellidos, de linaje converso, afectados por las condenas inquisitoriales por criptojudaísmo en el último cuarto del siglo XVII, o por estar estrechamente emparentados. Los chuetas han sido históricamente estigmatizados y segregados, por lo que, y hasta la primera mitad del siglo XX, han practicado una estricta endogamia. A día de hoy, entre 18 000 y 20 000 personas en la isla son portadoras de alguno de estos apellidos.

## Conquista bizantina

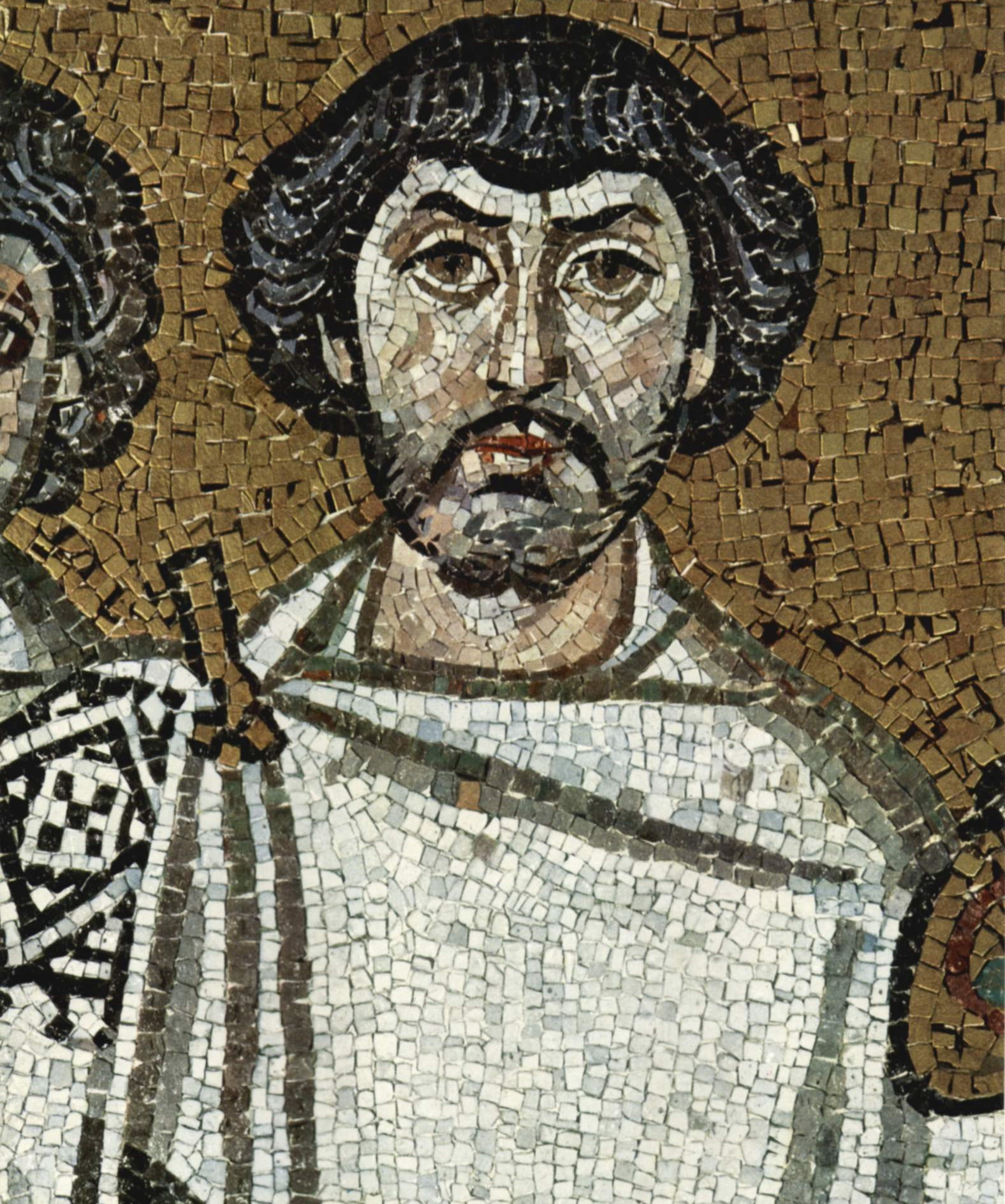
Belisario

La dominación bizantina de las Islas Baleares es un oscuro período histórico que se inicia en 534, con la conquista bizantina de esta parte del Reino Vándalo, y finaliza en una fecha incierta situada entre principios del siglo VIII y principios del X. La documentación sobre esta época es muy escasa así como los restos arqueológicos conocidos, por lo que abundan las suposiciones historiográficas.
Derrocado el rey vándalo Hilderico, aliado bizantino, por el usurpador Gelimer, el emperador Justiniano I encargó a Belisario (533) la expedición de conquista del Reino Vándalo, que además de la región de Numidia, en África noroccidental, incluía las islas de Cerdeña, Córcega y las Baleares. Belisario encomendó un año más tarde a su lugarteniente Apolinario la conquista de las Baleares, donde ejerció el cargo de gobernador. Los bizantinos mantuvieron la estructura territorial vándala, y Baleares, extremo occidental del imperio, permanecieron en la provincia de Cerdeña, que a su vez dependía de la jefatura de África.

### Máxima expansión bizantina

Máxima expansión bizantina bajo Justiniano.

Poco después de la conquista bizantina de las Islas Baleares, el imperio de oriente conquistó Spania, extensos territorios del sur de Hispania (552-620), iniciada en Cartago Nova, (lo que hace pensar que las Baleares fueron la cabeza de puente). Así las Baleares pasaron a ser un territorio estratégico en las rutas marítimas imperiales hacia el occidente del imperio, que en estos años ocupaba un territorio muy similar al del antiguo Imperio romano (excepto el resto de Hispania y Galia). Esta centralidad permite suponer que las Baleares estaban bien integradas en el conjunto del imperio.
De esta época, las escasas referencias documentales conservadas, se refieren a cuestiones religiosas:
- El exilio del obispo Víctor de Tunnuna en Baleares en 555 por el enfrentamiento con Justiniano por la cuestión de los Tres capítulos.[32]
- La carta de Licinio de Cartagena al obispo Vicente de Ibiza, en 582, en la que se pone de manifiesto la continuidad de los obispados insulares atestada en el bajo Imperio Romano y en la época vándala, la credulidad en cuestiones sobrenaturales y la interrelación entre las comunidades cristiana y judía.[33]
- El año 603, el Papa Gregorio I envió al Defensor Juan a imponer disciplina en los disipados monjes de Cabrera.

### Pérdida bizantina de las posesiones de Hispania
En el siglo VII los bizantinos vivieron una etapa de decadencia, muy debilitados en las luchas contra el Imperio sasánida, en oriente, y con los longobardos, en sus posesiones itálicas. Así en el año 620 los bizantinos perdieron a manos de los Visigodos sus posesiones hispánicas, y Baleares volvieron a ocupar una posición excéntrica en el imperio. Poco tiempo después los árabes emergen como una nueva potencia mediterránea, y entre los años 633 y 645 los bizantinos perdieron definitivamente sus posesiones en Siria, Egipto y Cirenaica, e incluso sufrieron el asedio de Constantinopla en el 688. Se supone que, en este contexto, el poder bizantino se fue debilitando en Baleares.

### La incierta dependencia de Bizancio
En este estado de debilidad imperial, Bizancio mantenía sus posesiones de Sicilia, Cerdeña, algunos enclaves en el centro y sur de la península itálica así como las posesiones de Numidia, en el norte de África occidental, pero estas son tomadas por Musa ibn Nussayr, en 705, el cual, en 707, envía a su hijo Abdalah ibn Musa ibn Nussayr a una expedición a los territorios imperiales insulares de Sicilia, Cerdeña y las Islas Baleares, firmando con sus gobernantes un tratado de sumisión o ahd, asimismo se llevó, entre otros rehenes de los distintos territorios atacados, los malik de Mallorca y Menorca, seguramente gobernadores bizantinos, en Damasco, para ratificarlo ante el Califa omeya al-Walid. Este tratado no se ha conservado, pero debía ser parecido al tratado de Orihuela, firmado por el hermano de Abdalah, Abd al-Aziz, seis años más tarde.
Estos tratados de sumisión, reiterados en 848, parecen incompatibles con el mantenimiento de la dependencia de Bizancio, enemigo declarado de los musulmanes, pero esta es una cuestión sin resolver definitivamente.
También a finales del siglo VIII, en 799, frente a los continuos ataques musulmanes en las Islas Baleares enviaron embajadas a la corte de Carlomagno para ofrecerle la sometimiento de las Baleares a los carolingios a cambio de ayuda, la cual fue aceptada. No se documenta la continuidad de esta sumisión, pero no parece que esta dependencia se pudiera mantener una vez iniciadas las guerras civiles francas (830-840) y en todo caso después de la renovación del tratado de sumisión con el emir de Córdoba Abderramán II, en 848.
Todos estos episodios, junto con la expedición normanda de 859, y las pretensiones del obispado de Gerona sobre Mallorca y Menorca formuladas en 892 y 897 ponen de manifiesto que si todavía existía una dependencia de Bizancio esta era puramente formal y los baleares debían afrontar las grandes dificultades del momento por sí solos.
Finalmente las Baleares fueron anexionadas en 903 al Califato de Córdoba. En el relato de la conquista que hace el historiador al-Zuhri (muerto entre 1154-1161), se afirma que los rum, resistieron al Castillo de Alaró por espacio de ocho años y cinco meses. La palabra árabe rum es polisémica, y tanto puede referirse, en un sentido restringido, a los bizantinos como, en un sentido extenso, a los cristianos, por eso se ha defendido que los mallorquines de entonces todavía eran percibidos, al menos, como bizantinos.

## Ataques musulmanes en las Islas Baleares (siglosVIIIyIX)

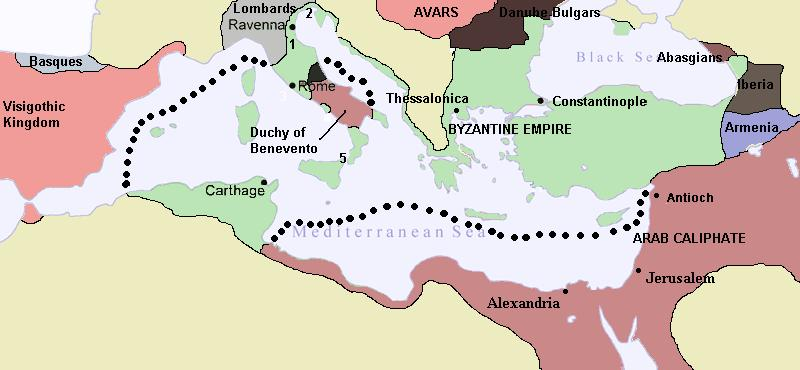
El imperio bizantino antes del año 705.

A lo largo de los siglos VIII y IX hubo varios ataques musulmanes en las Islas Baleares, sin que llegaran a suponer la ocupación efectiva del territorio, si bien la documentación existente permite deducir que hubo relaciones de sumisión, seguramente concretada con tributos, y actas de resistencia a esta dependencia. Desde el año 534 las Baleares, integradas en el imperio bizantino, forman parte de la provincia de Cerdeña.

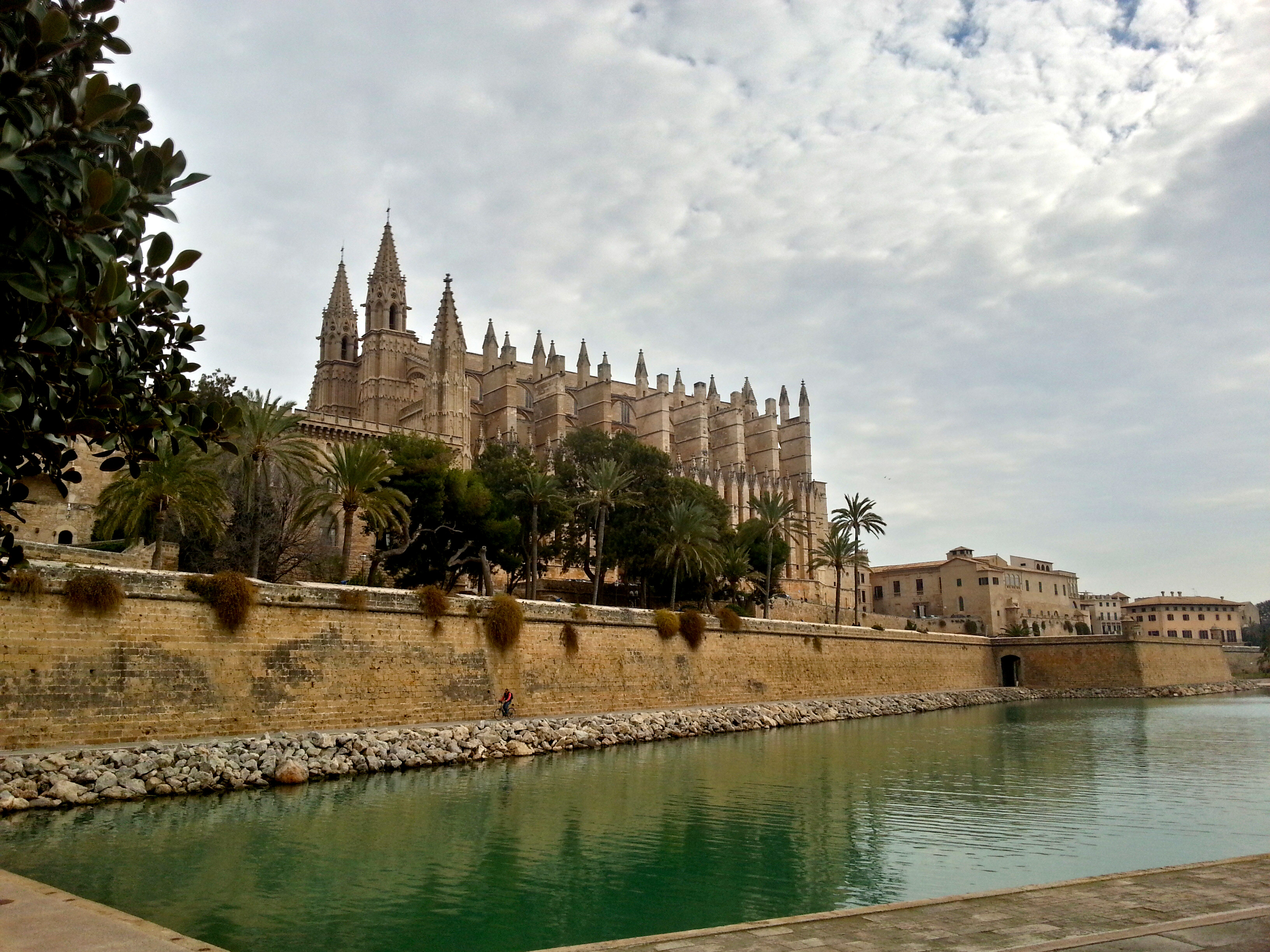
Catedral-de-palma-la-seo

En 707 tuvo lugar el primer desembarco musulmán del que se tiene constancia, el cual consistió en un saqueo dirigido por Musa ibn Nusayr, gobernador y general del califato Damasquino Omeya en el norte de África. Este mismo realizó una expedición en los territorios imperiales insulares de Sicilia, Cerdeña y las Islas Baleares, firmando con sus gobernantes un tratado de sumisión o ahd, así mismo se llevó los malik de Mallorca y Menorca (seguramente gobernadores bizantinos) a Damasco, para ratificarlo con el Califa omeya al-Walid. Siguieron dos siglos de zozobra permanente hasta que a partir del año 903, Mallorca quedó en poder de la dinastía musulmana de los Omeyas. El castillo de Alaró resistió durante ocho años, según cuentan las crónicas, y fue el último refugio de la resistencia de los rumi (cristianos) durante la conquista musulmana. A continuación vino una etapa floreciente, durante la que Madina Mayurqa, la Palma actual, fue un gran centro cultural.
Se desconoce la vigencia de este tratado, pero estableciendo paralelismos con situaciones parecidas, hay que suponer la desvinculación con el Imperio Bizantino y la independencia de hecho de los insulares condicionada al pago de tributos.
En todo caso la documentación franca de finales del siglo VIII informa de las frecuentes razias musulmanas sobre las Baleares: En el año 798 los baleares remitieron embajadas a la corte de Carlomagno, al que le ofrecieron su sumisión a cambio de ayuda, contra los musulmanes que los habían asaltado el año anterior, y la obtuvieron. También consta que en 813, la flota franca, bajo mando de Ermenguer de Ampurias usó las Baleares como base para perseguir a la escuadra musulmana. Todo ello hace pensar que entre finales del s. VIII y principios del IX la sumisión no era efectiva.
En el año 848 el emir de Córdoba Abd al-Rahman II, somete a los isleños por haber dejado de pagar los tributos a que estaban obligados, tal vez derivados del primer tratado o de otro posterior firmado con los emires independientes de Córdoba. En el año siguiente los baleares le enviaron una embajada que obtiene el perdón y la restitución del antiguo estatus a cambio de una multa.

## El Imperio Carolingio en las Islas Baleares
La influencia del imperio carolingio en las Islas Baleares se encuentra testimoniada en varios textos y crónicas francas. Las noticias que ofrecen estas fuentes son escasas y se prestan a la especulación sobre el grado de relación, o incluso de dominio, del imperio carolingio y las Islas Baleares.
Las referencias más antiguas provienen de la obra de Einhard, dignatario de la corte con Carlomagno, con quien mantuvo una relación estrecha y escribió su biografía, hacia el año 830. Precisamente en la biografía hace una referencia genérica en las Islas afirmando que: “Balearico mari miscetur” (mezcló el mar Balear).
Pero es en su otra obra, Annales Reine Francorum, escrita por los mismos años que el anterior, donde se dan las informaciones más detalladas y que será el modelo de las citas posteriores. Así, informa que en 798 las Baleares fueron atacadas por los musulmanes, así mismo aclara que esto era un hecho habitual y que el nombre de las islas eran Mallorca y Menorca. Por este motivo al año siguiente los baleares se dirigieron al emperador para suplicarle auxilio y ofreciéndole su sumisión. El monarca atendió las súplicas y los defendió.
La misma crónica cita otro episodio que sólo está vagamente relacionado con las Islas Baleares, en 813 Ermenguer de Ampurias, apostado en las costas mallorquinas, atacó la flota musulmana, procedente de Córcega, arrebatando ocho naves y liberando quinientos corsos cautivos.
En este contexto, las crónicas islámicas documentan una expedición de la marina musulmana a las islas de Mallorca, Ibiza y Cerdeña, en 815. Esta razia fue reforzada por un convoy procedente de Tarragona y conjuntamente asolaron los entornos de Marsella.
De los años 892 y 897 son dos bulas papales sobre la vinculación de Mallorca y Menorca al obispado de Gerona, de compleja interpretación y que algún historiador ha vinculado a la tradición carolingia, mientras que otros han negado que se refieran a las Islas Baleares.

## Incursiones normandas en las Islas Baleares
Las incursiones normandas en las Islas Baleares se produjeron a lo largo del siglo IX por la movilización hacia el Mediterráneo en busca de fortuna. A la península ibérica llegaron primero por Galicia y después de atacar las costas orientales, llegaron al archipiélago balear.
Según el historiador Pere Xamena Fiol, una escuadra de normandos que atacaron las Baleares, llegaron a despoblarla por completo (859).
En 1018 un numeroso destacamento de piratas normandos operaban por el mediterráneo comandados por Roger de Tosny y atacaban a los sarracenos del Emirato de Diriyah y las Baleares.
El año 1109, durante la cruzada noruega se produjo un ataque normando, comandado por Sigurd I de Noruega, que atacó Formentera, Ibiza y Menorca, obteniendo grandes botines.
El pueblo normando era de ascendencia escandinava, en su mayoría, vikingos daneses, que lograban las tierras del centro y sur de Europa. Con el rey Carlos III de Francia, denominado "El Simple", conseguirán las tierras de Normandía para establecerse. Cambiaron de religión y pactaron alianzas con los principales reinos de Europa occidental.

## La arabización de las Islas Baleares
A finales del siglo VIII, en 799, frente a los continuos ataques musulmanes en las Islas Baleares enviaron embajadas a la corte de Carlomagno para ofrecerle el sometimiento de las Baleares a los carolingios a cambio de ayuda, la cual fue aceptada. No se documenta la continuidad de esta sumisión, pero no parece que esta dependencia se pudiera mantener una vez iniciadas las guerras civiles francas (830-840) y en todo caso después de la renovación del tratado de sumisión con el emir de Córdoba de Abderramán II, en 848. Todos estos episodios, junto con la expedición normanda de 859, ponen de manifiesto que los baleares debían afrontar estas dificultades por sí solos y que si aún existía una dependencia de Bizancio esta era puramente formal hasta la invasión de los árabes.
En 902 las islas se incorporaron de forma definitiva a la dinastía musulmana de los Omeyas. Siguió una etapa de gran crecimiento, que tuvo en Medina Mayurka, la Palma actual, un lugar de irradiación cultural. La caída y desmembramiento del califato de Córdoba deja las Baleares dentro de la taifa de Denia. En 1076, la Taifa de Zaragoza conquista la de Denia y las Islas Baleares se independizan y forman una taifa propia que viviría de una excelente explotación agrícola y de la piratería, con unas eficaces razzias que golpeaban las costas vecinas desde Italia a Cataluña pasando por la costa mediterránea francesa. En 1113 la taifa mallorquina es conquistada en la cruzada pisano-catalana que tenía por objetivo poner fin a la piratería y probablemente pretendía ser también una expedición de castigo. Las fuentes islámicas dicen que Medina Majurca fue arrasada y parece que la arqueología apunta a que es cierto. Esta expedición llegó a Mallorca e Ibiza, pero no habría en ningún caso un dominio efectivo de las islas. En 1116 los Almorávides desembarcan en Mallorca y Baleares entran en el dominio de su Imperio, junto con el resto de al-Ándalus. Posteriormente el dominio almorávide decae y se forma una segunda taifa mallorquina que consigue un gran esplendor con la dinastía de los Banu Ghaniya. Esta dinastía almorávide se enfrentó a los almohades, siendo el último reino de taifas conquistado por estos. Se siguió dedicando a la piratería, pero también la dirigió hacia el norte de África, donde llegó a poner en problemas a los almohades, que seguían enfrentados a los almorávides. En 1203 los almohades conquistan la Taifa de Mallorca, que sigue bajo su dominio hasta su incorporación a la Corona de Aragón tras la conquista catalana.

### Conquista islámica de Mallorca e Ibiza
La conquista de Mallorca e Ibiza por parte de las tropas musulmanas se produjo en 290 del Hégira (902/903 de la era cristiana). La conquista de Mallorca enfrentó las tropas de Isam al-Jaulani
El emir Abdalah ibn Muhámmad le reconoció la conquista y lo nombró valí de la isla, cargo que ejerció desde el 904 hasta el 912.

En esta isla [Mayurqa] se encuentra una gran fortaleza construida en un lugar con el nombre de Hisn Alarum alto y páramo, sin par en el mundo habitado; es conocida con el nombre de Hisn Alarum. Cuentan los mallorquines que cuánto la isla fue conquistada en la época de Muhámmad, hijo del quinto amir omeya de al-Ándalus, los Rum se hicieron fuertes en esta fortaleza durante ocho años y cinco meses después de la conquista, sin que nadie pudiera hacer nada contra ellos; sólo la falta de víveres los obligó a salir. Esta fortaleza se levanta sobre la cumbre de un monte de piedra dura donde hay una fuente abundante.
Al-Zuhri

La historiografía debate sobre quién eran los rum que ofrecieron resistencia, por la polisemia de esta palabra; por un lado podría referirse, en un sentido restringido, a los bizantinos o, en un sentido extenso, a los cristianos, pues en 897, una bula papal hace depender las islas del obispado de Gerona, mostrando la grande debilidad de las estructuras de poder, que han ido quedando muy debilitadas con los sucesivos ataques musulmanes.
La dominación musulmana en Mallorca (902-1229) empezó cuando un poderoso hombre del emir de Córdoba, Isam al-Jaulani, viajó de camino a La Meca en peregrinación con más barcos. Ante una gran tormenta, el emir y su cortejo se refugiaron en Mallorca. Descubrió una isla que no conocía y al volver de su peregrinación intentó indagar más sobre ella e informar a su señor, el emir Abd-Allah, de las condiciones defensivas y lo incitó a conquistarla.
La dominación musulmana de Ibiza (902-1235) se inició con la llegada de las tropas de Isam al-Jaulani a las islas si bien en el caso de la pitiusa mayor, la despoblación y el abandono propia de la época oscura (periodo entre el (455-902) había dejado la ciudad con muy poca población y el campo en una situación de pobreza. Esta situación hizo que resultara fácil la conquista musulmana y que no haya pruebas de una resistencia a la islamización de la isla ni de sus gentes.
Isam al-Jaulani informó a su señor que Mallorca pertenecía a un archipiélago de islas que los viejos romanos denominaban Balearia. Pronto el emir envió muchas naves hacia el archipiélago, principalmente a la más grande para conseguir su conquista. A pesar de la oposición, los nativos aguantaron 8 años y cinco meses. Una vez reintegrado dentro del emirato de Córdoba, la llegada de sarracenos fue constante. Isam al-Jaulani fue designado señor de Mallorca.

## Conquista por Ramón Berenguer III
En 1115 una escuadra pisano-catalana atacó Mallorca en una expedición de castigo en represalia por las actividades piratas que se realizaban desde la isla. Saqueada y destruida por primera vez Madina Mayurqa, y en ausencia de Ramón Berenguer III, la escuadra pisana huyó al avistar la escuadra almorávide enviada desde África. La isla quedó en manos de una familia almorávide, los Banu Ganiya, que mantuvieron buena relación con las potencias del mediterráneo, llegando incluso a firmar un tratado de no agresión. Posteriormente, en 1203, los almohades se apoderaron de Mallorca, hasta que años después, en 1208, designaron como gobernador a Abú Yahya, el cual formó un principado semiindependiente, con apenas una sumisión formal al emir almohade.

## Conquista aragonesa y Reino de Mallorca dentro de la Corona de Aragón

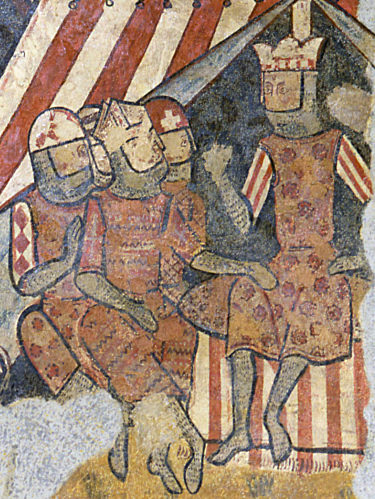
El rey Jaime I de Aragón con el obispo de Barcelona Berenguer de Palou y los magnates Bernat de Centelles y Gilabert de Cruïlles durante la Conquista de Mallorca (1229).
(Frescos del Palacio Aguilar de Barcelona. MNAC)

La Corona de Aragón, durante los siglos XII y XIII experimenta un fuerte proceso de expansión hacia el Mediterráneo que la lleva a hacer suyas las tierras baleares. El joven rey aragonés Jaime I el Conquistador, con 21 años, comanda una flota que desembarca en Mallorca a finales de verano de 1229. Tras ardientes combates que se prolongaron durante meses, entra victorioso en la ciudad el 31 de diciembre de ese año. El asalto fue seguido de una matanza indiscriminada que ocasionó un verdadero genocidio de la población mallorquina. Los miles de cuerpos muertos que no podían ser enterrados produjeron una epidemia entre los conquistadores que provocó numerosas muertes. Como consecuencia, los nobles quisieron apoderarse de todo el botín en lugar de sortearlo entre la tropa. Esto motivó la revuelta de peones y caballeros. Finalmente se hizo el reparto del botín, que duró hasta el 30 de abril de 1230.
Gracias a todo ello, los musulmanes supervivientes tuvieron tiempo de organizar diferentes focos de resistencia en las montañas, lo que prolongó durante un par de años más las luchas contra los musulmanes en Mallorca, que finalmente acabaron convertidos en esclavos o semi-esclavos. A raíz de toda esta destrucción, pero también debido a la debilidad en que había quedado el ejército de Jaime I, Menorca pidió el vasallaje de la Corona y así le fue concedido. De esta manera, Menorca se convertiría en una taifa autónoma donde la religión y la cultura árabe todavía se mantuvieron medio siglo más. Pero en pleno enero de 1287, y con una flota medio diezmada por un fuerte temporal, Alfonso el Franco llegó al puerto de Mahón. El almojarife pactó la capitulación de modo que caudillos y nobles pudieron escapar de los catalanes a cambio de entregar el resto de la población para ser esclavizada. 
Ibiza, también fue conquistada durante el reinado de Jaime I, Guillermo de Montgrí, arzobispo electo de Tarragona solicitó al rey Jaime I el feudo de conquista para atacar la isla y conquistarla en su nombre. Tras conseguir el apoyo de dos notables más, el infante Pedro de Portugal y Nuño Sánchez, conde del Rossellón y la Cerdaña, su flota zarpó de Tarragona y desembarcó en el Pou des Lleó, en el Nordeste de la isla, marchando sobre la ciudad y sitiándola a continuación. Tras atacarla de forma continuada con las armas de asedio de la época (como el trabuco de contrapeso), el día 8 de agosto del 1235 el soldado Joan Xicó atravesó una brecha en las murallas y encabezó la toma de los 3 recintos amurallados de los que contaba la Medina. Sus habitantes fueron muertos o esclavizados y sus bienes repartidos entre los magnates. Las Islas Baleares fueron repobladas por cristianos del Ampurdán y de la Cataluña Vieja que importaron el catalán y la religión cristiana.
El nuevo reino cristiano de Mallorca o Mallorcas queda instituido por la Carta de privilegios y franquicias de Mallorca (1230). Como su nombre indica, no sólo instituye el nuevo reino, sino que es una carta que da una serie de libertades a los nuevos repobladores en un intento de protegerlos de los abusos del régimen feudal y para atraerlos a las nuevas tierras. No existen cortes ni instituciones comunes a todas las Islas, salvo la propia monarquía. Así, el lugarteniente (llamado también virrey en tiempos de la Monarquía Hispánica) y la Real Audiencia de Mallorca son las únicas instituciones para todas las islas. Mallorca se rige por el Gran y General Consejo y Menorca y las Pitiusas por la Universidad de cada isla. Menorca e Ibiza eran gobernadas también por gobernadores nombrados por los lugartenientes mallorquines.

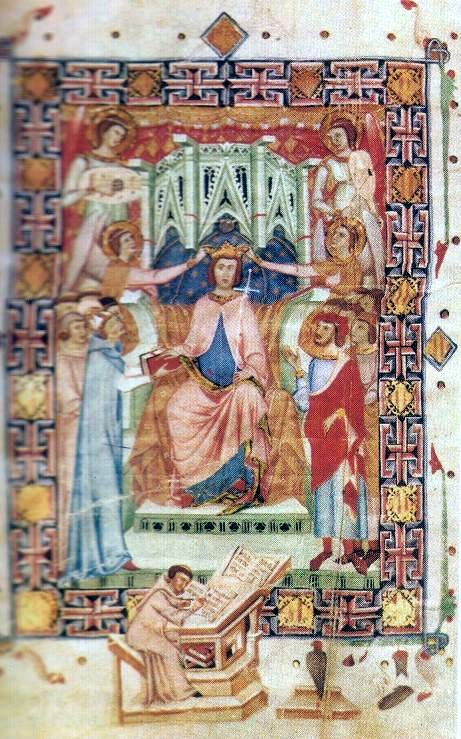
Juramento de los Privilegios de Jaime II de Mallorca ante Jaime I el Conquistador.

En 1276 muere Jaime I y la Corona de Aragón se parte, quedándose los reinos peninsulares (Aragón y Valencia) y el principado de Cataluña en manos del hijo mayor, Pedro el Grande y el reino de Mallorca en manos del hijo menor, Jaime II de Mallorca, si bien los reyes de Mallorca eran vasallos de los de Aragón. Nace así el llamado Reino Privativo de Mallorca. Este reino estaba formado, además de por las Islas Baleares, los condados catalanes del norte de los Pirineos (condado del Rosellón y condado de Cerdaña) y las posesiones que aún le quedaban en Occitania y pese a hacer construir sus reyes el castillo de Bellver, no residieron habitualmente en la isla. El palacio de los reyes de Mallorca está en Perpiñán. Durante este periodo la Corona de Aragón conquista Menorca, que definitivamente se incorpora al reino de Mallorca en 1295. El período del reino privativo duró de 1276 a 1349, cuando Pedro el Ceremonioso de Aragón conquista Mallorca a Jaime III. Así, el reino de Mallorca queda definitivamente integrado en la Corona de Aragón.
Económicamente las islas gozan de la pujanza económica del siglo XIII y buena parte del XIV, cuando empieza la crisis bajomedieval. Las Islas Baleares sufren durante la Baja Edad Media un retroceso económico y demográfico. Además, sufren también durante la Edad Media y el principio de la Edad Moderna numerosos ataques de la piratería berberisca. En este aspecto destacan el desembarco y saqueo de Barbarroja en Mahón en 1535 y el de Ciudadela en 1558. En 1521 estalla en Mallorca la Germanía, en parte como consecuencia de la de Valencia. Los hermanados se hacen con el control de la ciudad y el virrey se ve obligado a huir y refugiarse en Ibiza, que sufre el ataque de los hermanados. La revuelta terminó con el envío de una flota en Mallorca por parte de Carlos I.
El siglo XVII también es un siglo de persecución religiosa. En Mallorca los procesos y la discriminación pública contra los judíos, llamados despectivamente chuetas, son especialmente duros. Desde la Baja Edad Media los chuetas habían sido discriminados y obligados a convertirse, viviendo como criptojudíos.

## Esclavos en Mallorca

El mercado de esclavos, de Jean-Léon Gérôme (c. 1885).

La Antigüedad fue un periodo esclavista por excelencia, haciendo hincapié en la sociedad romana, que a lo largo de toda la historia de su dominio sobre el Mediterráneo fue esencialmente esclavista, y tanto su economía como su estructura social se basaba en un sistema de clases donde el esclavo constituía el escalón más bajo de la sociedad. Esto se potenció enormemente debido a los cambios sufridos en la economía romana durante la época de expansión, en especial en el sector agrario, donde se multiplicaron las grandes propiedades, especialmente en las nuevas provincias y colonias de la República primero y del Imperio después.
Tras la conquista de la isla por el rey Jaime I, algunos judíos norteafricanos, gracias a que el rey protegía a este colectivo y les concedía ciertos privilegios jurídicos, se instalaron en ella estableciendo vínculos comerciales con los parientes que habían dejado en África, ya que gracias a su competencia financiera y económica facilitaban las operaciones de compra y venta actuando como embajadores. Los musulmanes que quedaron en Mallorca luego de su conquista, tanto libres como cautivos, jamás contaron con estatutos jurídicos que garantizasen la posesión de sus bienes, su religión y costumbres, de modo que se les reconociese como una comunidad autónoma distinta de la de los cristianos.

### Reinado de Jaime II
Jaime II de Mallorca reinó sobre las islas durante más de dos décadas y se esforzó en garantizar la viabilidad del reino. Impulsó una vasta política de colonización agraria, con la creación de núcleos rurales; incrementó las rentas reales; favoreció la creación de consulados en el Norte de África y en el reino de Granada; creó un nuevo sistema monetario para el reino; fomentó la creación de industrias textiles; procedió a incrementar el poder real sobre la nobleza y la Iglesia; e impulsó la construcción de palacios y castillos como el Palacio Real de La Almudaina, la catedral de Santa María y el castillo de Bellver. La apertura de proceso a los templarios y posterior supresión de la orden permitió la incautación de sus rentas en las islas.

## De Reino a Provincia Española
Las Islas Baleares se declaran leales al pretendiente a la corona española de la Casa de Austria, el archiduque Carlos, durante la Guerra de Sucesión. En 1715 los partidarios de Felipe de Anjou ocupan Mallorca y las Pitiusas y se hace efectiva la derrota. Se aprueba el decreto de Nueva Planta de las Islas Baleares, que pone fin a la administración surgida de la conquista aragonesa y al derecho foral, implanta el municipio de tipo absolutista borbónico y el centralismo, también traído de Francia.
En 1706 los ingleses ocupan Menorca en nombre del archiduque y posteriormente se la quedan como colonia en virtud del Tratado de Utrecht. La administración pública utiliza el inglés en las relaciones con la metrópoli, pero a nivel interno continúa utilizándose la lengua catalana, siendo Menorca el único territorio donde el catalán es oficial después del fin de la Guerra de Sucesión. La presencia británica en Menorca deja cambios en la ganadería y la agricultura (introducción de vacas, cerdos y cultivos de leguminosas y forrajes) y se construyen nuevas carreteras (destaca el Camino de Kane) que ayudan a la prosperidad demográfica y económica de la isla. Además, los ingleses suprimen la Inquisición y dejan su huella arquitectónica en las casas señoriales del campo menorquín. Entre 1756 y 1763 los franceses ocupan la isla, que volvió al dominio inglés. La Paz de Amiens (1802) supuso el retorno definitivo de Menorca en España.
El siglo XVIII es también un siglo de reformas ilustradas dentro de la política general de la monarquía borbónica. Se funda la Sociedad Económica de Amigos del País de Mallorca, que intenta poner en marcha reformas importantes con la introducción de cultivos más comerciales (algodón, lino, morera, vid, almendro, algarrobo...) y difundir la utilización de abonos. El reformismo borbónico permitirá la apertura al mercado americano y se participará en la fundación de la Compañía de Comercio, que pretendía fomentar los intercambios comerciales con América e impulsar las primeras fábricas. En Ibiza, el cambio en la organización territorial también pretendía urbanizar la isla, ya que los ilustrados consideraban que el poblamiento disperso en el campo era el mayor obstáculo para el progreso de la isla. El descenso de la piratería y el corso hace que definitivamente se repuebla Formentera, que nunca había tenido un poblamiento estable desde el siglo XIII. En conjunto hay que decir que a pesar de los esfuerzos, todas las medidas ilustradas en Mallorca y las Pitiusas serán en general, fracasos, o éxitos más bien relativos. Es decir, siguen siendo zonas básicamente atrasadas.

## Guerra de sucesión española en las Islas Baleares

### Toma austracista de Mallorca
La toma austracista de Mallorca fue un episodio de la guerra de sucesión española que tuvo lugar el 27 de septiembre de 1706 cuando el Gran i General Consell del reino de Mallorca decidió rendirse ante la presencia en el puerto de Palma de una flota angloholandesa de la Gran Alianza que apoyaba al Archiduque Carlos en sus pretensiones a ocupar el trono de la Monarquía Hispánica frente al borbón Felipe V, que había sido designado como sucesor un mes antes de morir por el último rey de la Casa de Austria, Carlos II. Con el alineamiento del reino de Mallorca a favor de la causa austracista —aunque Menorca no sería tomada hasta dos años después— todos los estados de la Corona de Aragón se habían decantado por el Archiduque, mientras la Corona de Castilla apoyaba a Felipe V, como lo había demostrado la fracasada primera entrada en Madrid del archiduque Carlos que había tenido lugar tres meses antes.
La capitulación de Ibiza y de Mallorca
El proyecto de tomar las Islas Baleares se ideó al mismo tiempo que se planeaba la ofensiva austracista sobre Madrid. El objetivo era conseguir para la flota de guerra aliada —integrada por barcos ingleses y holandeses— una base segura y un centro de aprovisionamiento para sus operaciones navales en el Mediterráneo.
En las tres islas baleares existía un partido austracista que mantenía contactos con los austracistas catalanes a través de Joan Antoni de Boixadors, conde de Savellà, cuya esposa estaba emparentada con destacados nobles mallorquines. Por eso el Archiduque Carlos puso le puso al frente de la expedición y en cuanto fuera ocupado el reino de Mallorca desempeñaría el cargo de gobernador en su nombre.
La escuadra aliada formada por unos 35 barcos, en su mayoría ingleses, primero se dirigió a Ibiza que capituló el 19 de septiembre de 1706 nada más avistar la flota. Inmediatamente el Consejo de Ibiza proclamó a Carlos III y juró obediencia al conde de Savellà. Seis días después la flota se presentó en el puerto de Palma y el día 26 estallaba un motín popular austracista durante el cual algunas casas y tiendas de franceses y de algunos señalados felipistas fueron saqueadas, lo que dificultó la resistencia del virrey de Mallorca, el conde de Alcudia, que contaba con pocos efectivos para la defensa de la isla. Así el día 27 de septiembre el Gran i General Consell decidió capitular.
Tras desembarcar el conde de Savellà reunió al Consell al que asistió la representación al completo de los artesanos y de los payeses ('campesinos'), pero no así la de los otros estamentos de los que sólo asistieron la mitad de sus representantes, "lo que resulta indicativo de los apoyos políticos con que contó Carlos III", según Joaquim Albareda. En esa sesión del Consell se aprobaron las capitulaciones, entre las que figuraba la confirmación de «todos los privilegios, prágmáticas, franquezas» concedidos a la Ciudad y al Reino en tiempo de Carlos II, pero no los «concedidos por los serenísimos reyes pasados», tal como reclamó el Consell al conde Savellà.
Después de esta reunión del Consell el Archiduque fue proclamado el 4 de octubre como rey de Mallorca con el título de Carlos III, actuando como plenipotenciario suyo el conde de Savellà —que en diciembre sería nombrado virrey y capitán general del reino de Mallorca—. El 6 de octubre embarcaron para Almería el conde de Alcudia, y otros destacados felipistas, como el obispo Francesc de la Portilla y el jurista de la Audiencia, Francesc Ametller.
La insurrección austracista de Menorca y la reconquista borbónica
La noche del 11 de octubre tuvo lugar una insurrección austracista iniciada en Ciudadela que se hizo con el control de toda Menorca. Joan Miquel Saura fue nombrado gobernador por el conde de Savellà, quien juró en nombre de Carlos III los privilegios de la isla. Pero el dominio austracista duró sólo tres meses, porque en cuanto la flota aliada abandonó las islas Baleares, se presentó una flota francesa en Mahón y recuperó la isla para los borbónicos el 1 de enero de 1707. La represión contra los austracistas fue muy dura y se convirtió en una ola de terror cuando en febrero fue descubierta una nueva conspiración en favor de Carlos III el Archiduque; Treinta y tres personas fueron ejecutadas. En noviembre de 1707 el gobernador borbónico, el castellano Diego Leonardo Dávila, "suprimió los privilegios de la isla, restringió el sistema de representación y ordenó que los jurados mayores de las villas [equivalentes a los jurats del Reino de Valencia] fueran nombrados por el rey".

### Toma borbónica de Mallorca
La toma borbónica de Mallorca fue el último episodio de la guerra de sucesión española. Tuvo lugar el 2 de julio de 1715 cuando la isla de Mallorca —el último reducto de la resistencia austracista que apoyaba a Carlos VI del Sacro Imperio Romano Germánico en sus pretensiones a ocupar el trono de la Monarquía Hispánica— capituló ante la llegada de una flota borbónica, diez meses después de la caída de Barcelona en poder de Felipe V de España. A continuación fue ocupada Ibiza, pero no la isla de Menorca, ya que según lo estipulado en el Tratado de Utrecht pasó a soberanía de Gran Bretaña, bajo la que permanecería casi sin interrupción hasta 1802 (Tratado de Amiens).
La capitulación de Mallorca
Una vez producida la caída de Barcelona en septiembre de 1714, el último reducto austracista era el Reino de Mallorca que desde 1706, como el resto de los estados de la Corona de Aragón, se había alineado con el Archiduque Carlos, quien a finales de 1711 había sido proclamado emperador del Sacro Imperio Romano Germánico. Durante los meses siguientes Mallorca e Ibiza —Menorca según el Tratado de Utrecht había pasado a soberanía británica— estuvieron gobernadas por el virrey nombrado por Carlos VI, el marqués de Rubí, que contaba con el apoyo de fuerzas imperiales y con la presencia de algunos catalanes que se habían refugiado allí a causa de la derrota de los austracistas del Principado.
Según informó el general británico conde de Peterborough los mallorquines pidieron la protección del rey de Gran Bretaña «no pudiendo asumir de ningún modo sufrir la esclavitud de los españoles y considerándose siempre como súbditos del emperador». Por su parte el enviado británico Matthew Prior comunicó al gobierno francés que era una «fábula sin fundamento alguno» que Jorge I hubiera «ofrecido a los mallorquines entregarse a Inglaterra» o que «les acogería en caso que decidieran entregarse».
En mayo de 1715, cuando ya parecía inminente la ocupación borbónica de la isla, un emisario del emperador Carlos VI, el austracista Juan Amor de Soria, intentó negociar en París las condiciones de la rendición, que incluirían el mantenimientos de las "libertades" del reino y de toda la Corona de Aragón. Pero las conversaciones no produjeron ningún resultado. "Beneficiándose de la pasividad de los británicos, ahora con los whigs en el gobierno, los ejércitos francés y español ocuparon la isla, que capituló el 2 de julio". El 11 julio el virrey Rubí entregaba las llaves de Palma de Mallorca al general francés Claude d'Asfeld, después de más de treinta días de resistencia al avance de las tropas borbónicas.
El Decreto de Nueva Planta del Reino de Mallorca
A diferencia de lo ocurrido tras la toma austracista de Mallorca en la que el representante del Archiduque Carlos reunió al Gran i General Consell ante el que confirmó «todos los privilegios, prágmáticas, franquezas» concedidos a la Ciudad y al Reino en tiempo de Carlos II, Felipe V de Borbón promulgó un Decreto de Nueva Planta el 15 de noviembre de 1715, similar al Decreto de Nueva Planta de Valencia y de Aragón de 1707, por el que quedaron abolidas las leyes e instituciones propias del reino de Mallorca —lo que no hicieron los británicos en Menorca—. Así, como ha señalado, Nuria Sales, "con la Nueva Planta el reino de Mallorca dejaba de existir para convertirse en un simple título honorífico".
El Gran i General Consell fue abolido, y sus poderes pasaron al capitán general, la nueva máxima autoridad en las islas con mayores atribuciones que el virrey al que sustituyó, y a la Real Audiencia que suplantó a la suprimida Audiencia. El sistema insaculatorio («de sac i sort») para la elección de los cargos fue suprimido y a partir de entonces serían designados por el rey o por el capitán general. Asimismo fue suprimido el derecho público —no así el derecho privado, que se mantuvo como en el Reino de Aragón tras el segundo Decreto de Nueva Planta de 1711; lo contrario de lo que sucedió en el Reino de Valencia—. Asimismo Mallorca perdió el derecho a acuñar moneda propia.
En cuanto al régimen local se impuso el sistema castellano del corregidor y los regidores despareciendo la representación del estamento popular. Así en 1718 el ayuntamiento de Palma de Mallorca quedó formado por 20 regidores, 16 caballeros —nobleza— y 4 ciudadanos honrados, sistema que se aplicó al resto de municipios de la isla. En el Cronicón de Campaner se dijo: «si bien quedaron los caballeros muy satisfechos de empuñar ellos solos el gobierno económico de la Ciudad, en breve se desengañaron viendo que su autoridad no era como la que tuvieron los Jurados». Sin embargo, si bien es cierto que la Real Audiencia podía suspender cualquier acuerdo de los municipios, estos tenían competencias, por ejemplo, sobre jornales lo que permitió a la nobleza imponerse sobre las clases populares, que no estaban representadas en los municipios —al contrario de lo que sucedía durante la «época foral»—.

## Menorca bajo dominio británico
Menorca, conquistada por una escuadra anglo-holandesa en 1708 en plena guerra de sucesión española, pasó a la soberanía de Gran Bretaña en virtud del Tratado de Utrecht de 1713 y así permaneció a lo largo del siglo XVIII hasta la firma del Tratado de Amiens de 1802, excepto durante la guerra de los Siete Años (1756-1763) que estuvo ocupada por los franceses y entre 1782 y 1797 en que estuvo bajo la soberanía del rey de España.
Como el interés británico por Menorca era estrictamente militar —tener una base naval en pleno Mediterráneo Occidental en el que Mahón constituía un excelente puerto natural, de ahí que pasara a ser la nueva capital de la isla frente a la aristocrática Ciudadela—, la Corona mantuvo las instituciones y leyes propias de Menorca, excepto la Inquisición española que fue abolida. Así los municipios continuaron siendo universitats gobernadas por los históricos jurats que representaban a los diferentes estamentos. En Ciudadela eran cuatro: un cavaller (noble), un ciutadà (burgués), un pagès (campesino) y un menestral (artesano).

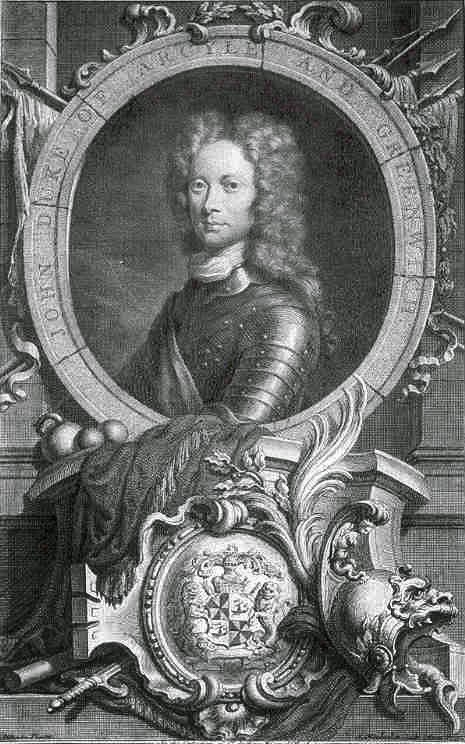
Sir Richard Kane, primer gobernador británico de Menorca

La lengua propia siguió siendo la oficial y de uso público. "Contrastaba, por ejemplo, la Societat Maonesa de Cultura fundada en 1778 donde todo se hacía en catalán, con la Real Sociedad de Amigos del País del Reino de Mallorca fundada el mismo año en Palma que competía en celo con la Real Audiencia y con el obispado en materia de campañas sistemáticas de extirpación del «dialecto mallorquín» e imposición del castellano". Esto redundó en el florecimiento de la literatura en catalán en la isla con figuras como Joan Ramis i Ramis o Antoni Febrer i Cardona hasta tal punto que algunos estudiosos han llamado al último tercio del siglo XVIII el "periodo menorquín de la literatura catalana".
El primer gobernador británico fue sir Richard Kane, que estuvo en el cargo entre 1712 y 1736, y dejó muy buen recuerdo por las medidas que tomó como la construcción de la carretera entre Mahón y Ciudadela —el «camí d'en Kane»—, el desecamiento de muchos aiguamolls —zonas pantanosas—, o la introducción en la isla del cultivo de la trepadella ('esparceta') y otras plantas forrajeras. Asimismo, la presencia de la flota británica acabó con las incursiones de los piratas berberiscos del norte de África, con lo que la población a partir de entonces pudo instalarse en la costa sin temor a ser atacada.
Cuando a partir de 1802 por el Tratado de Amiens Menorca pasó a soberanía española perdió sus instituciones de autogobierno y en su lugar se impuso el centralismo a través de Palma de Mallorca; el catalán dejó de ser la lengua oficial para serlo el castellano; fue suprimida la libertad de comercio y Mahón dejó de ser un puerto franco; los menorquines perdieron la exención de servir en el Ejército y en la Marina que habían conservado no sin dificultades bajo la dominación británica; y al desaparecer la flota británica volvió la amenaza de los piratas berberiscos del norte de África.

## Guerra civil española
Tras producirse el Golpe de Estado en España de julio de 1936, el 19 de julio los sublevados se unieron a la rebelión militar y se hicieron fácilmente con el control de Mallorca y de Ibiza. No ocurrió así con Menorca, que permaneció fiel a la República. A mediados de agosto los republicanos lanzaron desde la península una operación anfibia para intentar recuperar el archipiélago. Inicialmente lograron recuperar Ibiza, Formentera y Cabrera, y a partir del 16 de agosto establecieron una cabeza de playa al este de Mallorca. Sin embargo, la desorganización de las fuerzas republicanas, mandadas por el capitán Alberto Bayo, paralizan cualquier avance posterior. Eso coincidió con la llegada de efectivos italianos al mando del jerarca fascista Arconovaldo Bonaccorsi (conocido como el "Conde Rossi"). Italianos y militares rebeldes lograrán contraatacar y expulsar a los republicanos de la isla. Poco después serían reconquistados el resto de islas, excepto Menorca, que permanecería bajo control republicano hasta 1939. Tras ese momento, Bonaccorsi inició un brutal régimen de terror sobre Mallorca, organizando el asesinato de 3.000 personas en la isla bajo la acusación de ser comunistas; esto incluyó "sacas" de prisioneros de las cárceles de la isla y su posterior ejecución. El dominio italiano sobre la isla fue tal que, a pesar de que no se trataba de una ocupación militar de iure, las banderas italianas llegaron a ondear sobre la isla. Su influencia también se proyectó en la vida diaria: la Rambla de Palma fue renombrada como Vía Roma y adornada con estatuas de águilas romanas.
Durante el resto de la contienda Mallorca se convirtió en una base aeronaval italiana de primer orden, con una presencia militar que implicó numerosas bases terrestres, aéreas y hasta el uso del puerto de Palma como una base naval. A finales de octubre de 1936 los italianos ya tenían unos 1.200 efectivos en la isla. A partir del verano de 1936 los italianos comenzaron a enviar cada vez más aviones y efectivos de tierra, hasta constituirse en Mallorca una poderosa agrupación aérea que hostigaba tanto el tráfico marítimo republicano como las ciudades de la retaguardia republicana, especialmente Valencia y Barcelona. Italia tenía autonomía en el uso de sus bases aéreas en Mallorca, cuyos efectivos estaban integrados en el Comando Aviazione Legionaria delle Baleari. Después de la victoria de Franco en la Guerra civil en abril de 1939, los efectivos italianos comenzaron su repliegue. No obstante, todavía permanecerían en las Baleares dos años y medio más después de producirse el final de la contienda.

## Estatuto de Autonomía de las Islas Baleares
La transición democrática iniciada con la muerte del general Francisco Franco permitieron dotar a las Islas Baleares de un  Estatuto de Autonomía en 1983 como expresión de su identidad histórica, después de que el 4 de junio de 1977 el Pacto Autonómico de las Islas Baleares. El Estatuto establece la doble oficialidad del catalán, lengua propia de las islas, y del castellano, lengua oficial del Estado.
Con el Estatuto, las Islas Baleares recuperan las instituciones propias: los tres Consejos o gobiernos insulares, el Parlamento y el Gobierno de las Islas Baleares. Todo esto es fruto de la recuperación de la democracia en España en 1977, con la nueva Constitución del Estado de las Autonomías. Surge así un período democrático donde florece un enorme asociacionismo civil con movimientos alternativos importantes en las Islas como el ecologismo, el feminismo y el pacifismo.
El desarrollo turístico de las Islas Baleares es enorme en estos años, con la llegada de turistas de la Europa occidental y central (alemanes) que tienen una enorme presencia en el territorio. La evolución económica es muy positiva a pesar del debate sobre el impacto en el territorio o los déficits fiscales. También ha resurgido el debate sobre el hecho diferencial de Baleares representado por una enorme red de entidades y partidos políticos. La incorporación a la Unión Europea y la creación de la Universidad de las Islas Baleares son otros hechos destacables.
Las Islas Baleares mantienen hoy en día una fuerte realidad cultural y artística. Se ha hecho un gran esfuerzo de recuperación de la cultura popular y tradicional que todavía son muy vivas. Se han recuperado las relaciones culturales con Cataluña y las aportaciones de los diferentes gobiernos autonómicos que han cambiado varias veces de manos han creado una institucionalidad propia.